# Titiaan
Titiaan (Pieve di Cadore, circa 1488–1490 – Venetië, 27 augustus 1576), eigenlijk Tiziano Vecelli of Vecellio, was een van de belangrijkste en invloedrijkste kunstschilders van de hoogrenaissance.
In zijn lange carrière maakte Titiaan een ontwikkeling door van virtuoze, originele variaties op het werk van Giovanni Bellini, Giorgione en Rafaël naar een vrije, losse stijl waarin de composities werden opgebouwd met schijnbaar spontaan aangebrachte kleurvlekken, een proces waar hij soms jaren de tijd voor nam. Zijn portretten, altaarstukken en mythologische voorstellingen werden bewonderd en gekopieerd door Peter Paul Rubens en zijn steeds complexere schildertechniek en kleurgebruik vormden in de 17e eeuw een inspiratiebron en uitdaging voor Antoon van Dyck, Diego Velázquez en Rembrandt. Édouard Manet maakte in de 19e eeuw met zijn Olympia een moderne versie van Titiaans Venus van Urbino.
Titiaan had een voorkeur voor olieverf in plaats van de frescotechniek en dit contrast met de Florentijnse schildertraditie werd in de 16e eeuw uitgebuit door schrijvers die de rivaliteit tussen de beide steden wilden aanwakkeren. In werkelijkheid was de tegenstelling minder groot dan vaak wordt voorgesteld.
Hoewel hij zijn hele schildersleven in Venetië bleef wonen en er uitermate succesvol was, had hij een moeizame relatie met de stad, waar hij ondanks zijn invloed en roem een buitenstaander bleef. Zijn functie als semi-officiële schilder van Venetië kwam soms in het gedrang, doordat hij voorrang gaf aan zijn werk voor rijke en machtige opdrachtgevers buiten de republiek, zoals pausen en de hertogen van Ferrara, Mantua en Urbino. Hij was de favoriete schilder van Karel V, die hem ridder in de Orde van de Gulden Spoor maakte, en later van diens zoon en opvolger Filips II, voor wie hij zowel mythologische voorstellingen schilderde als religieuze werken die pasten binnen de campagnes van de Contrareformatie. Zijn stijl en werkwijze waren zo onnavolgbaar dat hij nauwelijks leerlingen had die na zijn dood zijn atelier konden voortzetten.

## Leven en carrière

### Afkomst en geboorte

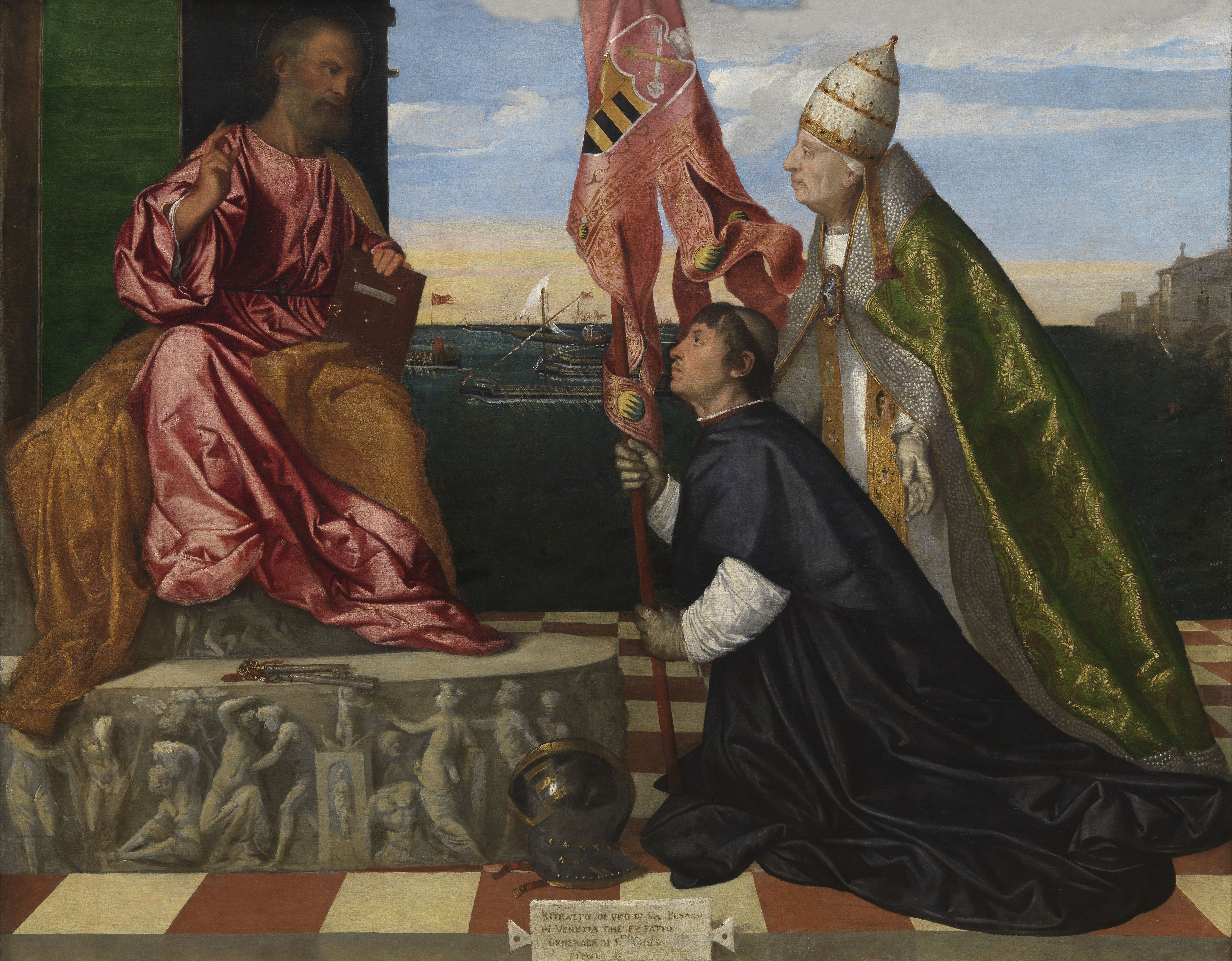
Jacopo Pesaro, bisschop van Paphos, door paus Alexander VI Borgia voorgesteld aan de heilige Petrus, ca. 1507-1513 (?), Koninklijk Museum voor Schone Kunsten Antwerpen

Titiaan werd geboren in Pieve di Cadore, een dorpje in de Dolomieten zo'n 190 km ten noorden van Venetië. Hij had een oudere broer Francesco, die ook heeft geschilderd.
Zijn geboortedatum is onbekend. Diverse bronnen uit de 16e eeuw geven tegenstrijdige berichten over zijn leeftijd. Bij zijn overlijden in 1576 werd genoteerd dat hij 103 was en zelf schreef Titiaan in 1571 in een brief aan Filips II dat hij op dat moment 95 was, maar de consensus is dat de vermeldingen van Ludovico Dolce (1488) en Giorgio Vasari (1490) het meest geloofwaardig zijn. Een rol bij de vaststelling van zijn geboortejaar speelt ook het vroege altaarstuk dat in Antwerpen wordt bewaard en waarvan de dateringen door verschillende kunsthistorici uiteenlopen van 1503 tot 1513. Zo kwam Erwin Panofsky bijvoorbeeld op ca. 1483 als geboortejaar.

### Opleiding en eerste opdrachten

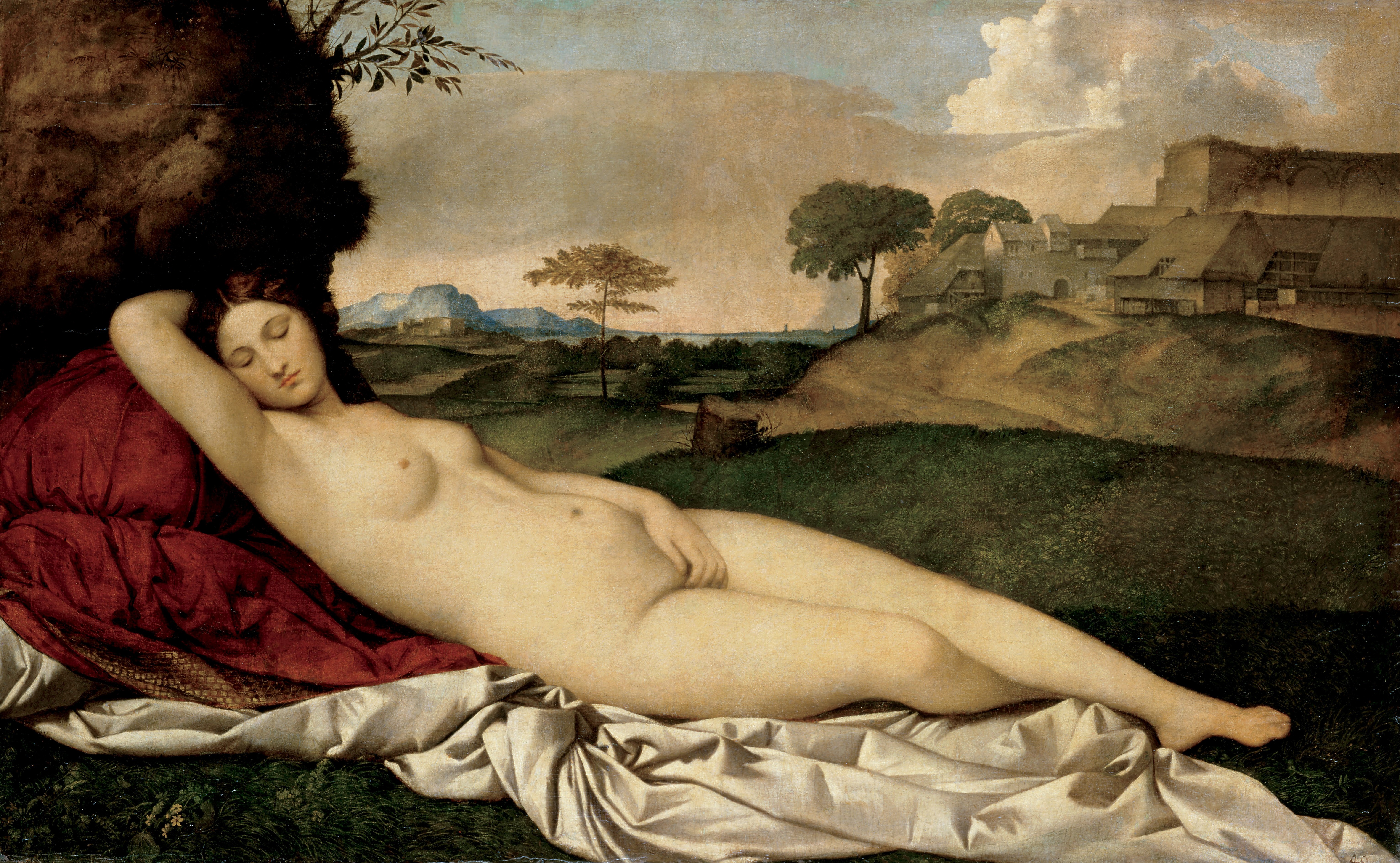
Giorgione en Titiaan, Slapende Venus, ca. 1510-1512, Gemäldegalerie Alte Meister, Dresden

Er bestaat veel onduidelijkheid over Titiaans opleiding en zijn vroegste werken. Vasari noemt alleen Giovanni Bellini als Titiaans leermeester. Volgens Dolce was Titiaan eerst leerling van Giovanni's oudere broer Gentile. Verder werd Titiaan in zijn begintijd sterk beïnvloed door de iets oudere Giorgione, een andere leerling van Giovanni Bellini. Giorgione was eerder een mentor dan een volgende leermeester. Hun werk leek zoveel op elkaar dat er over sommige schilderijen nog steeds verschil van mening bestaat over welke werken precies aan Giorgione toegeschreven moeten worden. Dit komt onder meer komt doordat na zijn dood in 1510 sommige van zijn werken werden afgemaakt door anderen, onder wie Titiaan. 
Rond 1508-1509 brachten Giorgione en Titiaan fresco's aan op de gevel van het Fondaco dei Tedeschi in Venetië, waarbij de destijds bekendere Giorgione de prominente kanaalzijde voor zijn rekening nam. De fresco's zijn grotendeels verloren gegaan als gevolg van het zeeklimaat van de stad.
In 1510 kreeg Titiaan de opdracht voor drie fresco's in de Scuola del Santo in Padua. Ze waren rond 2 december 1511 gereed. Uit de fresco's blijkt dat Titiaan het werk van Michelangelo op de voet volgde, want een van de figuren is geïnspireerd op de Eva van De zondeval, die Michelangelo een of twee jaar eerder op het plafond van de Sixtijnse Kapel had geschilderd. In Padua maakte Titiaan kennis met de fresco's van Giotto di Bondone.

### Eigen atelier
In 1513 startte Titiaan een eigen atelier in de wijk San Samuele.
Na Giorgiones dood en het vertrek naar Rome van Sebastiano del Piombo in 1511 was de hoogbejaarde Giovanni Bellini Titiaans voornaamste concurrent. In 1513 kreeg Titiaan via Pietro Bembo de uitnodiging aan het werk te gaan voor het pauselijke hof in Rome, maar hij wees dit aanbod af. In plaats daarvan bood hij de Venetiaanse Raad van Tien aan een grote veldslag te schilderen in de Grote Raadszaal van het Dogepaleis. In ruil daarvoor vroeg hij de eerstvolgende sensaria van het Fondaco dei Tedeschi die beschikbaar kwam, met dezelfde gunsten die Giovanni Bellini op dat moment genoot. De sensaria bestond onder andere uit belastingvrijstelling, een jaarlijkse toelage van 100 dukaten en opdrachten voor officiële portretten bij het aantreden van nieuwe doges. Het verzoek werd ingewilligd en Titiaan werd daarmee de semi-officiële schilder van Venetië. In de jaren erna werd de toelage enkele keren tijdelijk ingetrokken, deels vanwege protesten van collega-schilders, deels omdat zijn schilderijen te lang op zich lieten wachten, als hij lucratievere opdrachten van buitenlandse hoven voorrang gaf. In 1523 wist Titiaan zijn positie te verstevigen door de ristauro of afwerking van De onderwerping van Frederik Barbarossa, een werk in het Dogepaleis dat Giovanni Bellini bij zijn dood in 1516 onvoltooid had achtergelaten. Dit schilderij is, evenals het meeste werk dat Titiaan voor de Venetiaanse staat schilderde, verloren gegaan bij de rampzalige brand van het Dogepaleis on 1577. De Slag bij Spoleto was echter in 1523 nog lang niet voltooid. Pas nadat de senaat in 1537 opnieuw had gedreigd zijn toelage in te trekken en al het geld dat hij al had ontvangen, terug te eisen, leverde hij het schilderij in 1538 af.
In 1516 begon hij aan een van zijn beroemdste werken, de reusachtige Maria-Tenhemelopneming in de Basilica di Santa Maria Gloriosa dei Frari in Venetië. Het ontwerp van het schilderij was op Rafaël geïnspireerd.

### Ferrara

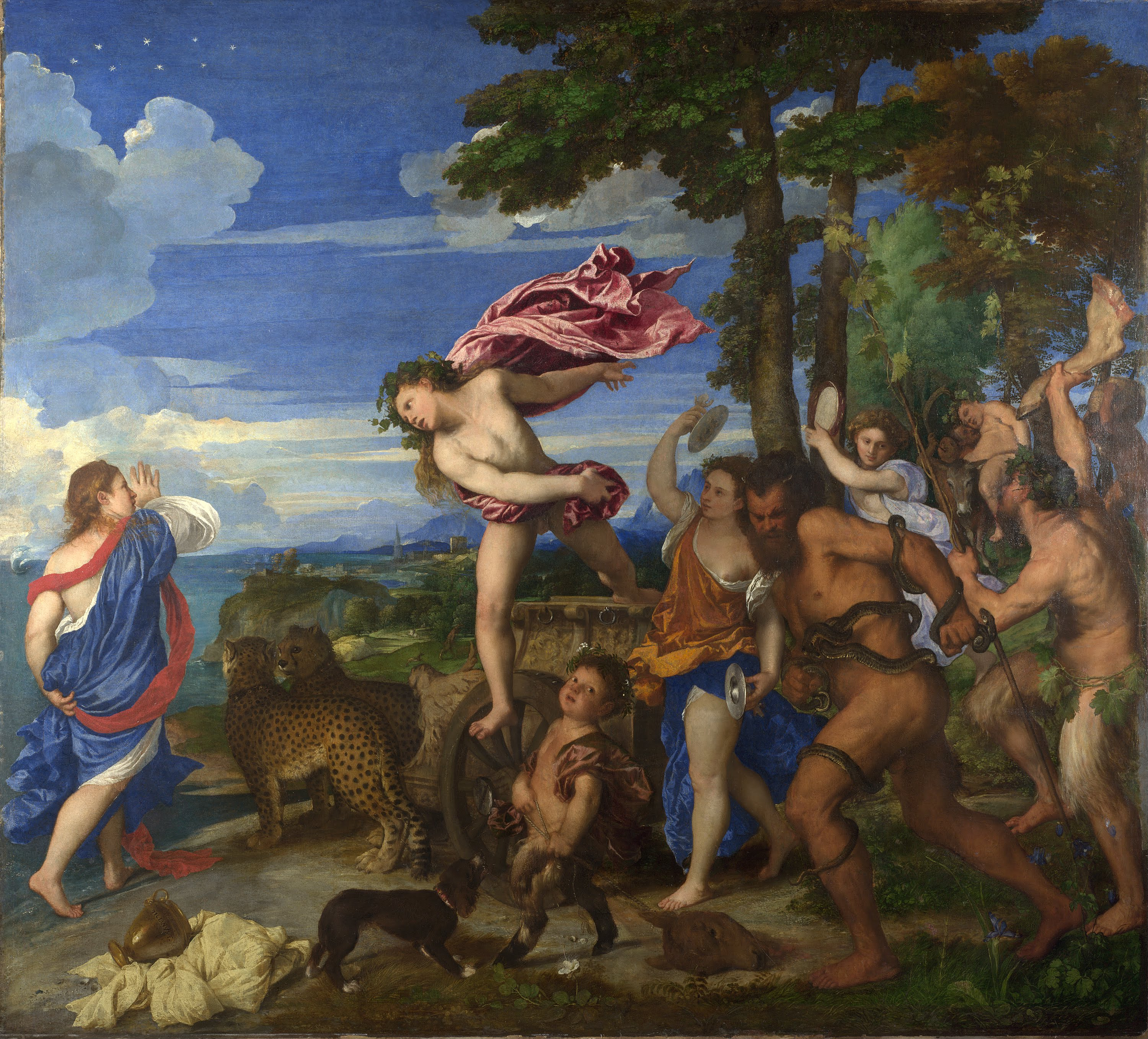
Bacchus en Ariadne, ca. 1520–1523, National Gallery, Londen

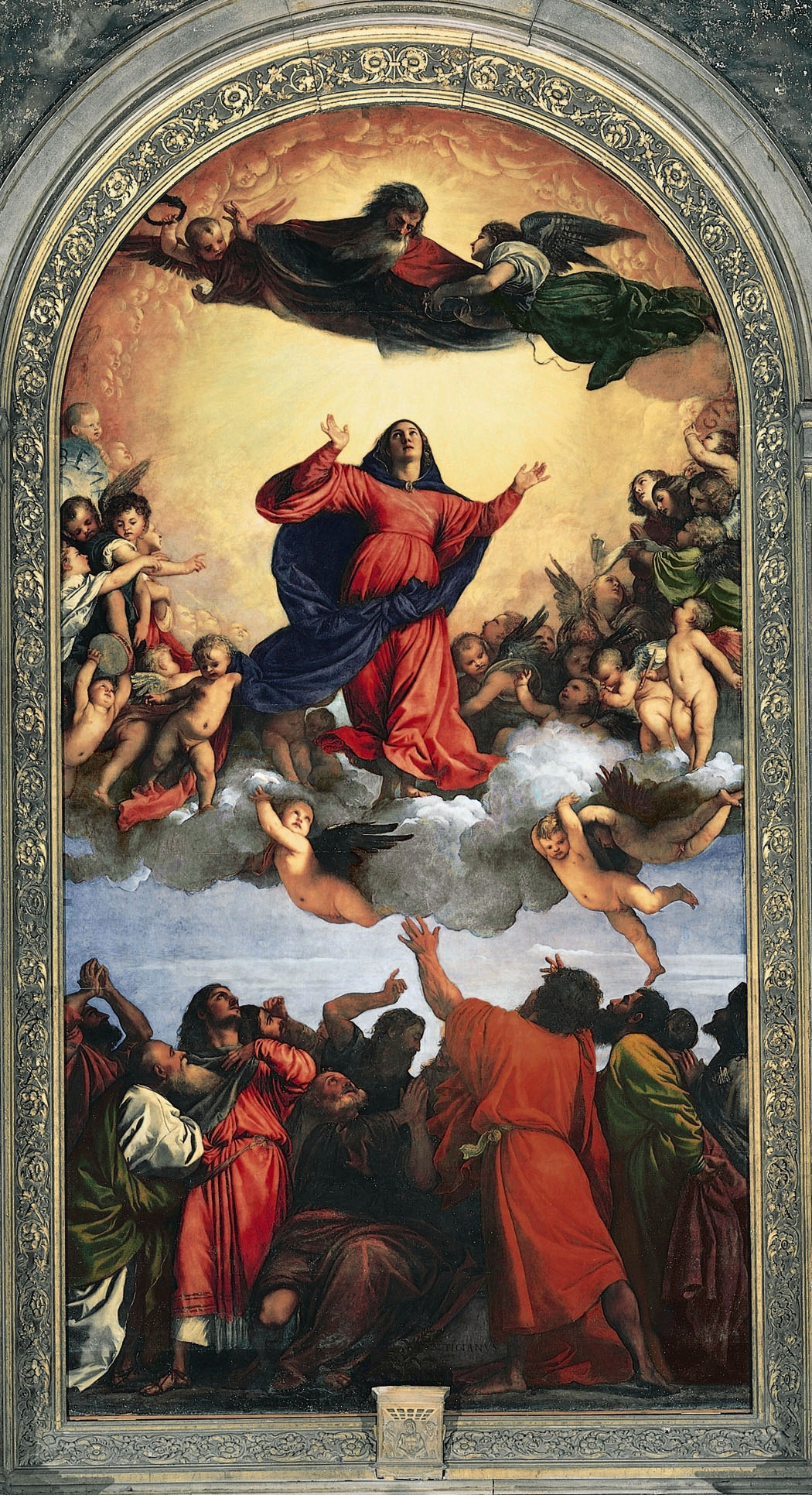
Maria-Tenhemelopneming, 1516-1518, Basilica di Santa Maria Gloriosa dei Frari, Venetië

Vanaf ongeveer 1515 maakte hij werk in opdracht van de familie d'Este uit Ferrara. Alfonso d'Este (1476-1534), de hertog van Ferrara, was de patroon van Ludovico Ariosto (1474-1533), de schrijver van Orlando Furioso (razende Roeland, 1516). Alfonso verzamelde werk van de leidende schilders en beeldhouwers van Venetië, Rome en Florence in zijn Camerino d'Alabastro in het hertogelijk paleis. Hij koos in eerste instantie voor Giovanni Bellini. Maar hij liet diens Feest voor de goden door anderen gedeeltelijk overschilderen, omdat het niet helemaal naar zijn smaak was. Tussen 1518 en 1519 schilderde Titiaan De verering van Venus, toen Fra Bartolommeo in 1517 was overleden en de opdracht niet kon verwezenlijken. Titiaan maakte wel gebruik van diens ontwerpschetsen. Later zou Peter Paul Rubens dit doek van Titiaan kopiëren. Titiaan deed wel meer ristauro-werk. Zo voltooide hij in ca. 1528-28 na diens overlijden Palma Vecchio's De heilige familie met Sint Catherina en Johannes de Doper. Tussen 1519 en 1521 schilderde Titiaan voor Alfonso De Andriërs en tussen 1520 en 1523 Bacchus en Ariadne. De werken staan bekend als 'bacchanalen', want hebben wijndrinken, erotiek en wilde Bacchische riten als thema. De hertog, die in 1501 met de beruchte Lucrezia Borgia (1480-1519) was getrouwd, was befaamd om zijn wijn en erg tevreden met deze werken. Ze waren een groot succes aan zijn hof. De uitgebeelde luipaarden maakten deel uit van Alfonso's beroemde menagerie.
Tussen 1519 en 1526 schilderde Titiaan de Pesaro-Madonna, voor Jacopo Pesaro, admiraal en bisschop van Paphos. Pesaro was bevelhebber van de pauselijke vloot bij de overwinning op de Turken bij Santa Maura (Lefkada, Griekenland) in 1502. Tussen 1499 en 1503 woedde er een Ottomaans-Venetiaanse Oorlog. Op het schilderij voor de Santa Maria Gloriosa dei Frari prijkt de pauselijke banier en zijn ook twee gevangengenomen Turken afgebeeld. Door Titiaans opdracht van Pesaro liep zijn Slag bij Spoleto voor de Venetiaanse staat vertraging op. Titiaan had al eerder rond 1513  een 'votief portret' voor Pesaro gemaakt, waarop de Borgia paus Alexander VI hem bij Sint Petrus aanbeveelt. Juist in die periode bestond er vijandigheid tussen Venetië en pauselijk Rome, omdat Alexanders wrede zoon Cesare Borgia (1475-1507) gedurende de Italiaanse oorlogen (1494-1559) grondgebied op Venetië had veroverd.
Tussen 1519 en 1522 schilderde Titiaan een Opstanding polyptiek voor Altobello Averoldi, de pauselijke legaat voor Venetië. Averoldi had tot de hofkring behoord van kardinaal Raffaele Riario, een vroege supporter van Michelangelo. De Christusfiguur was gebaseerd op de klassieke Apollo van Belvedère en Sint Sebastiaan op Michelangelo's Rebellerende slaaf (1513-1516). Het doek was bestemd voor de kerk van Santi Nazaro en Celso in Brescia. Een derde altaarstuk uit die periode was Het Gozzi Altaarstuk (1520) voor Alvise Gozzi in Ancona, was geïnspireerd op Rafaëls Madonna van Foligno (ca. 1512). Alvise Gozzi was een koopman, die in Dubrovnik was geboren. Blaise, de patroonheilige van Ancona heeft zijn hand op Gozzi's schouder en toont hem de Madonna met Kind.
Voor de dominicaanse broederschap Scuola di San Pietro Martire schilderde Titiaan De dood van Sint Petrus de Martelaar (Petrus van Verona, 1530), een altaarstuk, dat geplaatst werd in de Santi Giovanni e Paolo. Het doek werd in 1867 door brand verwoest. Er is op te zien hoe Sint Petrus de Martelaar 6 april 1252 op weg naar Como vermoord wordt door Carino van Balsamo, in opdracht van Milanese kathaarse ketters en hoe fra Domenico wegvlucht. De opdracht wordt in verband gebracht met de reactie van de dominicanen op de protestantse Reformatie in de jaren 1520.

### Mantua en Urbino

Isabella d'Este op jonge leeftijd, ca. 1534–1536, Kunsthistorisches Museum, Wenen

Hij werkte ook voor het hof in Urbino, waarvoor hij onder meer La Bella (circa 1536) en de Venus van Urbino (circa 1538) maakte. In 1534 had hij de opdracht om twee portretten van Isabella d'Este te schilderen, waarvan er een gebaseerd was op een jeugdig portret door Francesco Francia. Titiaan wist haar zo te schilderen, dat ze hem in een brief mededeelde dat hij haar mooier had geschilderd dan ze ooit in werkelijkheid was geweest.

### Karel V
In 1532 kwam hij in contact met keizer Karel V. Titiaan schilderde zijn portret met een getrokken zwaard. Er is alleen een kopie van Rubens (ca. 1600) van bewaard. Het schilderij was het startpunt voor een hele reeks van portretten, met vaak een 'armoire' met rood fluweel bedekt op de achtergrond, waar de helm op staat. Zo zijn er de Alfonso d'Avalos del Vasto, markies van Pescara (1533), Francesco Maria I della Rovere, hertog van Urbino (1536-38) en later Prins Filips in wapenrusting (ca. 1550). 
Tussen 1534 en 1538 schilderde Titiaan de Presentatie van de maagd voor de Scuola Grande della Caritá. In de jaren 1530 vervaardigde hij voor het Dogepaleis de Slag bij Spoleto, die verloren ging en slechts bekend is van een ets van Giulio Fontana. In 1545-46 verbleef Titiaan in Rome, wat hem inspireerde tot mythologisch werk als Danaë. Hij werkte er voor het Huis Farnese. Ook maakte hij in Rome een portret van paus Paulus III en leden van diens familie.
In de periode 1548-1551 bezocht hij het keizerlijk hof in Augsburg, waar hij portretten maakte en een historiserend ruiterportret van Karel V. Titiaan schilderde in 1548 ook de in 1539 overleden echtgenote van Karel V, keizerin Isabella van Portugal, zonder haar ooit te hebben gezien. Lucas Cranach de Oude zou er een portret van Titiaan geschilderd hebben, maar dit is verloren gegaan.
In de jaren 1548-1549 schilderde Titiaan voor koningin Maria van Hongarije de reeks De vervloekten, waarvan alleen de Sisyphus bewaard is gebleven.

### Filips II

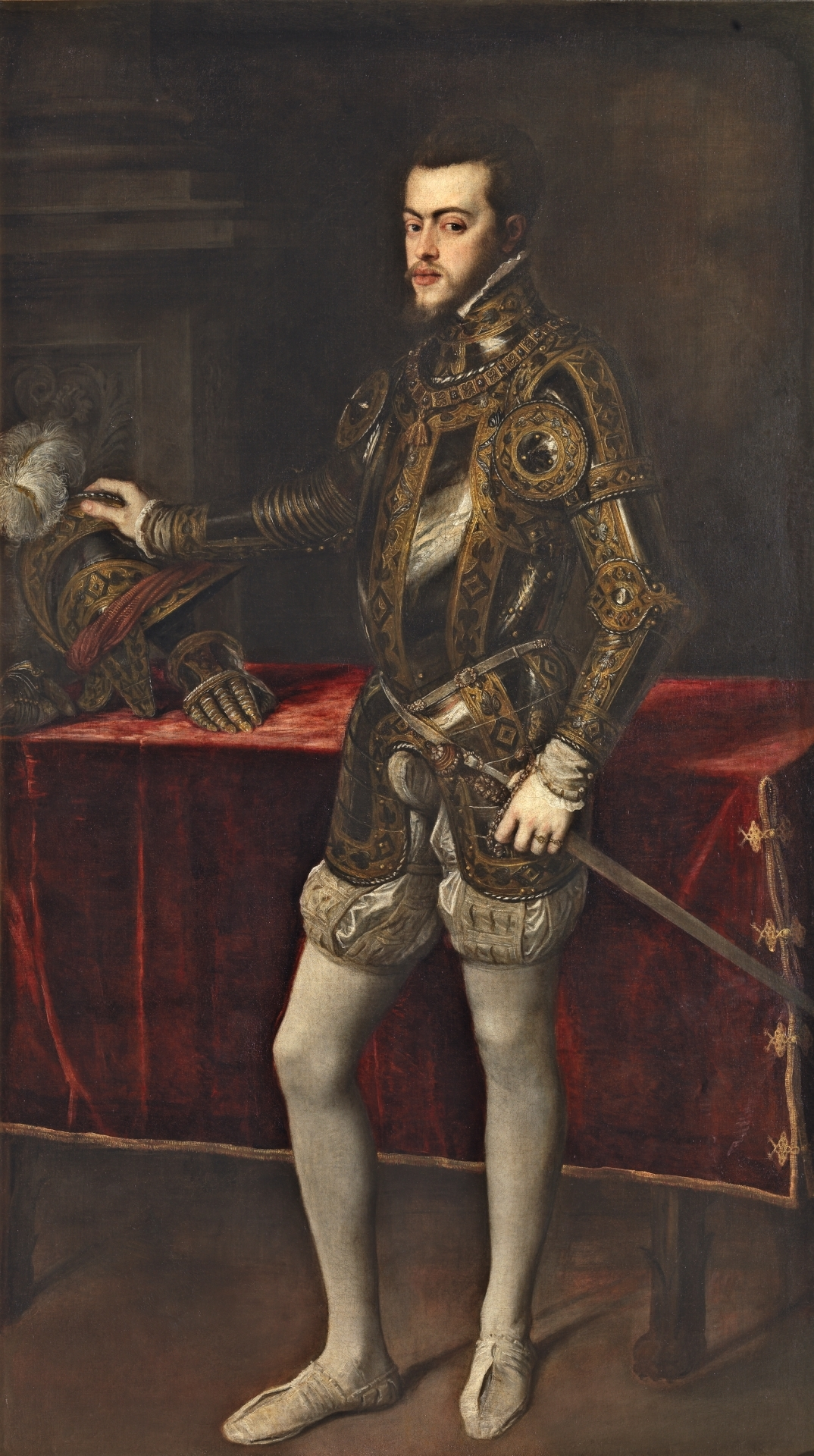
Portret van Filips II in wapenrusting, 1550-1551, Museo del Prado, Madrid

Toen Karel V in 1555 troonsafstand deed, ging Titiaan werken voor Filips II van Spanje, voor wie hij vooral mythologisch, erotisch getint werk maakte als Danaë en Diana en Callisto.
In 1559 schilderde hij voor Filips II een Graflegging, naar zijn eigen voorbeeld van ca. 1520. De nadruk op Christus en Maria in zijn late, religieuze werken, hangt samen met de invloed van de doctrine van de Contra-Reformatie, waarbij Filips optrad als de grote beschermer van de katholieke kerk. Met het intensiveren van de 'katholieke vroomheid', werden Titiaans religieuze werken in het algemeen opgevat als 'kampioenen van het traditionele geloof'. 
Titiaan was het gewoon terug te grijpen op eerder uitgebeelde thema's, zo ook van Christus die het kruis draagt en afbeeldingen van Maria, maar ook voor de Danaë nam hij een ouder werk als uitgangspunt. Waarschijnlijk voor Filips' staatssecretaris Antonio Pérez maakte Titiaan met zijn atelier ca. 1562-1572 een tweede versie van de Graflegging.

### Overlijden en nalatenschap

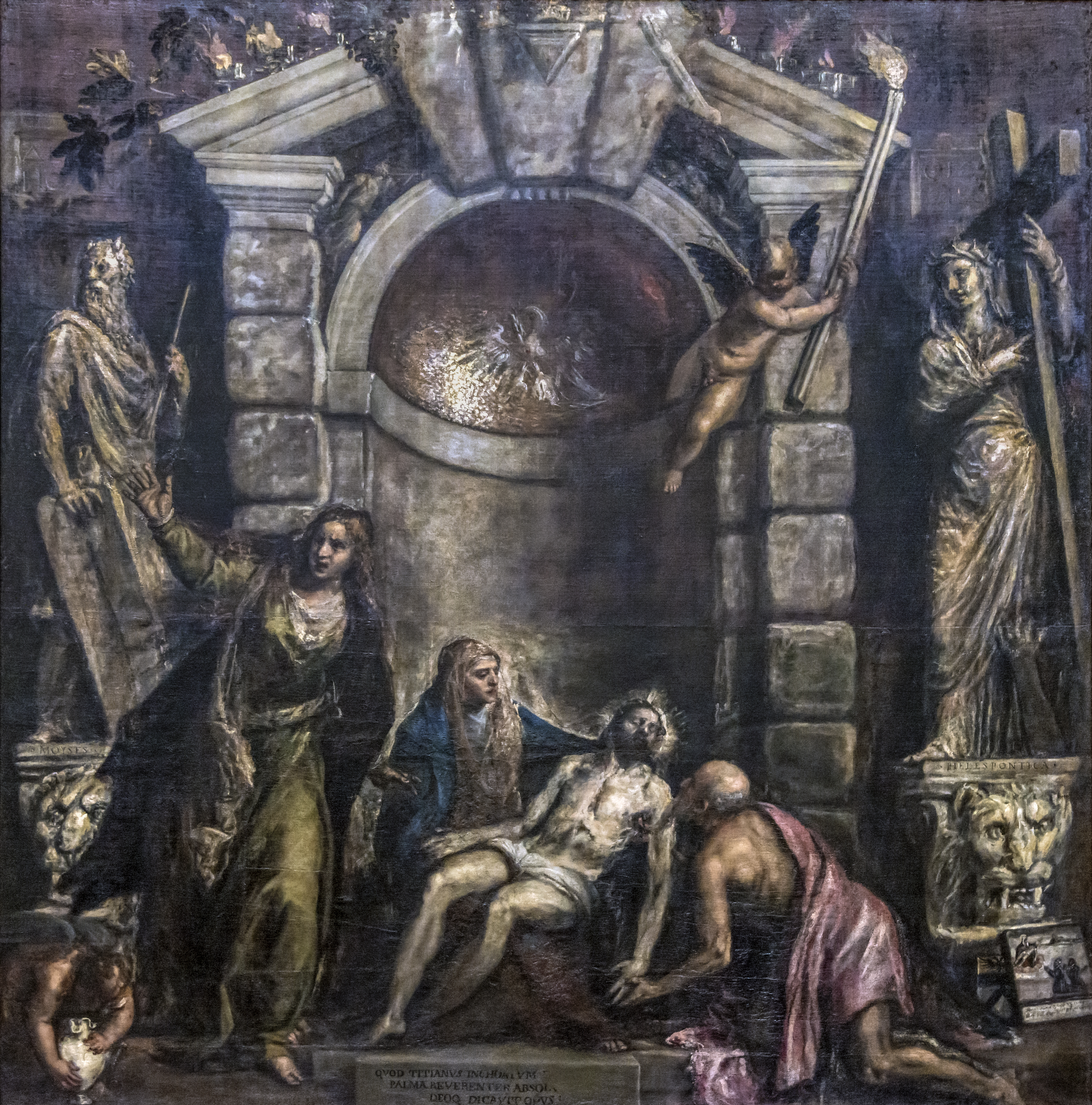
De Pietà, ca. 1570-1576, met links Maria Magdalena en rechts Sint Hiëronymus, Gallerie dell'Accademia, Venetië

Titiaan ligt begraven in een grafmonument in de Basilica di Santa Maria Gloriosa dei Frari in Venetië. Titiaan had graag boven zijn tombe zijn schilderij Pietà (ca. 1570-1576) gezien, maar de franciscaner fraters hadden zijn schilderij geweigerd. Wel hingen er in de kerk zijn Maria-Tenhemelopneming (1518) en Pesaro-Madonna (1526).
Ook Michelangelo had voor zijn graf een pietà gemaakt, die er uiteindelijk niet kwam te staan. En net als Michelangelo in zijn beeldhouwwerk Nicodemus zijn eigen gezicht gaf, is er op gezinspeeld dat Sint Hiëronymus een vermomd zelfportret is van Titiaan. Tussen 1570 en 1575 had Titiaan al eerder een Sint Hiëronymus geschilderd, die met een stuk rots in zijn hand en geknield in de woestenij voor een kruisbeeld, voor zijn zonden boete doet.
Het was al een uitzondering dat hij in de kerk begraven werd, want normaal werden er alleen patriciërs, edelen van geboorte, begraven, die de staat Venetië beheersten. Op 27 augustus 1576 betaalden de Venetiaanse autoriteiten voor de uitvaart niet meer dan voor een plaatselijke priester diezelfde maand. Er werd in de conservatieve en anti-individualistische, republikeinse stad weinig werk van gemaakt om Titiaans overlijden te gedenken en dat kwam niet alleen door het woeden van een pestepidemie datzelfde jaar.
Titiaans Pietà kwam in het bezit van de schilder Palma Giovane en na diens dood in 1628 werd het opgehangen in de kerk van Sant'Angelo, die nu niet meer bestaat. Palma richtte in 1621 met de beeldhouwer Jacopo Albarelli in de dominicaanse kerk van Santi Giovanni e Paolo een monument op, voor Titiaan en zichzelf als diens artistieke zoon en erfgenaam. Het is veelzeggend dat pas in de periode 1838-1852, op de plaats waar Titiaans Piéta oorspronkelijk door hem was bedoeld, door Luigi en Pietro Zandomeneghi een monument in de Basilica di Santa Maria Gloriosa dei Frari werd opgericht, toen de duizend jaar oude Republiek plaats had gemaakt voor het koninkrijk Lombardije-Venetië binnen het keizerrijk Oostenrijk.

### Atelier

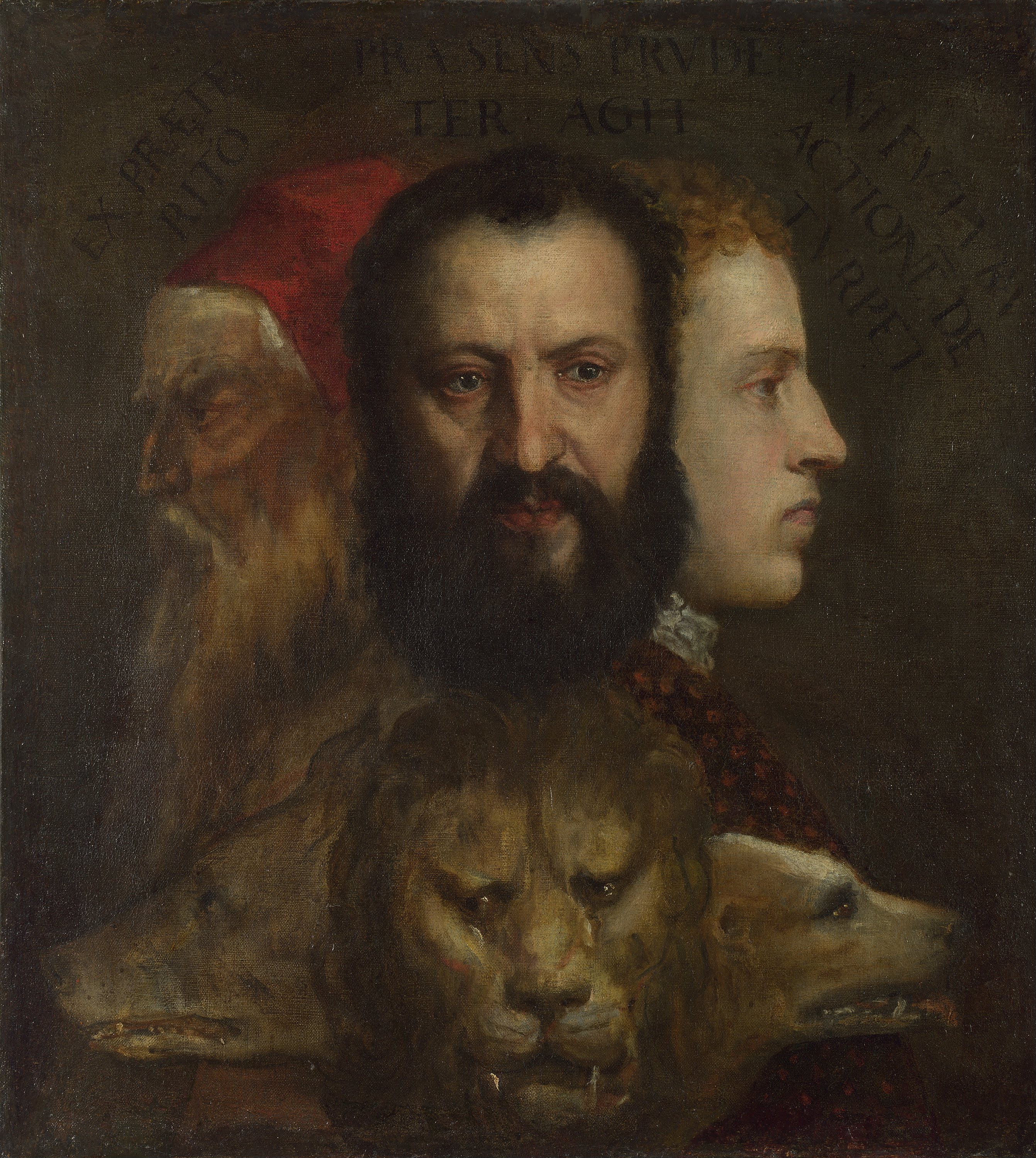
Allegorie op Prudentia (beleid, wijsheid), met links Titiaan, in het midden zijn zoon Oratio en rechts vermoedelijk zijn neef Marco als de drie generaties van het Vecellio familiebedrijf, ca. 1570, National Gallery, Londen

Titiaan had zijn atelier in de Biri Grande in het noorden van Venetië. Giorgio Vasari zocht hem daar op in 1566 om informatie te verzamelen voor zijn beschrijving van Titiaans kunst (1568). In zijn Vitae (levens, 1550) over Italiaanse kunstenaars had hij Titiaan niet genoemd.
Het atelier hield op te bestaan met Titiaans dood, aangezien zijn zoon Orazio, de beoogde opvolger, enige maanden na zijn vader aan de pest overleed. Ook neef Marco kon het niveau van het atelier niet voortzetten.
Na Titiaans overlijden brak er ruzie uit tussen de 'tot schande gebrachte' zoon Pomponio en diens weduwnaar geworden schoonzoon Cornelio Sarcinelli. Dieven plunderden Titiaans huis en atelier. In de jaren erna pleegde de schilder en zoon van Titiaans oude vriend Jacopo Bassano zelfmoord vanaf een venster op een bovenverdieping van het huis.  
Na zijn dood werd hij het onderwerp van spot. Zo zou hij gierig zijn geweest. Jacopo Bassano gaf in zijn Zuivering van de tempel (ca. 1580) een gierige geldwisselaar het gezicht van Titiaan.  Al in 1522 schreef Jacopo Tebaldi, de ambassadeur van Ferrara in Venetië, dat Titiaan zichzelf uitputte met zijn vrouwelijke modellen. Er bestaan verschillende versies van een oudere Titiaan met zijn courtisane. Aan het einde van de eeuw circuleerden er geruchten dat Titaan Violante als minnares had. Carlo Ridolfi schreef in 1648 dat deze Violante model had gestaan voor verschillende vroege schilderijen van Titiaan met belle donne, waaronder Flora (ca. 1515-1516).

### Invloed op andere schilders
Titiaans werken oefenden invloed uit op onder meer Nicolas Poussin, Peter Paul Rubens, Antoon van Dyck, Diego Velázquez, Rembrandt van Rijn en Joshua Reynolds.
Zowel Veronese als El Greco zagen in Titiaan een geestelijke vader. Veronese schilderde daarom zichzelf, samen met Titiaan musicerend op het grote doek De bruiloft te Kana (1562-63). Veronese met de viola da gamba en Titiaan in het rood met de cello. Veronese onderdrukte zorgvuldig de donkere, gewelddadige aspecten van door Titiaan aangeboorde thema's en koos voor een meer statische, luchthartig erotische en decoratieve weergave en demonstreerde zo een nostalgische terugkeer naar een oudere manier van schilderen.
Ook Tintoretto, die volgens vroege bronnen al na tien dagen uit het atelier van de 'vader van kunst' zou zijn gezet, begon zijn eigen succesvolle atelier. Hij werkte snel en voor iedereen en vroeg relatief lage prijzen.
De Venus van Urbino vormde een belangrijke inspiratiebron voor Édouard Manets hoogst controversiële werk Olympia uit 1863.

### Familie
Titiaan was getrouwd met Cecilia, de dochter van een barbier in Cadore, toen ze in 1525 ernstig ziek werd, om hun twee zonen voor de wet legitiem te maken. Hun oudste zoon heette Pomponio, de tweede Orazio. Cecilia herstelde en ze kregen een dochter, die jong stierf. In augustus 1530 overleed Cecilia. Titiaan hertrouwde waarschijnlijk met een vrouw waar weinig informatie over bestaat. Misschien was ze de moeder van Lavinia, die Titiaan in 1555 een bruidsschat mee kon geven van 1.400 dukaten. Titiaans vierde kind, Emilia, had hij mogelijk bij zijn huishoudster.
Titiaan zag zijn zoon Orazio als opvolger van zijn atelier en probeerde hem ook aan te bevelen aan het Spaanse hof. Graag zag hij dat Orazio in zijn voetsporen zou treden als hofschilder, maar daar bleek zijn zoon het talent niet voor te hebben.

## Relatie met tijdgenoten

### De Bellini's
Vermoedelijk was Titiaan eerst leerling van Gentile Bellini en later van diens jongere broer Giovanni. De broers waren de zonen van Jacopo Bellini. Jacopo gaf zijn kennis van perspectief door aan zijn zonen. Jacopo verbleef in 1441 aan het hof van Ferrara, toen Leon Battista Alberti daar ook aanwezig was. Alberti had in 1435 De pictura over perspectief geschreven. Gentile Bellini bracht rond 1480 tijd door aan het hof van Constantinopel en zou door sultan Mehmed II tot het ridderschap zijn verheven. Later zou Titiaan tientallen jaren onder internationaal patronage staan van Europese hoven. De Duitse kunstenaar Albrecht Dürer, die veel belangstelling had voor de nieuwe 'wetenschap' in de kunst, bezocht in 1506 Venetië en roemde Giovanni als de beste kunstenaar van de stad. Giovanni stelde zijn eigen vrijheid als kunstenaar zeer op prijs en weigerde concessies te doen, toen Isabella d'Este, markiezin van het Gonzaga hof, hem om een bijdrage vroeg voor haar studiolo in het Hertogelijk Paleis in Mantua. Toen hij, later in zijn carrière, toch een schilderij leverde aan een 'buitenlands' hof, aan Isabella's broer Alfonso d'Este, hertog van Ferrara, was zijn opdrachtgever er niet helemaal tevreden mee. Later, na Giovanni's overlijden, zou Alfonso Het feest van de goden (1514-1529) gedeeltelijk door Titiaan laten overschilderen.    
De Venetiaanse, artistieke cultuur was vooral lokaal, protectionistisch en intens patriottisch. De kunstenaar kende er zijn plaats in en stond geheel in dienst van La Serenissima, de republikeinse staat. La Serenissima werd gezien als door god gegeven en een perfect geordende politieke eenheid. Gentile Bellini's verblijf aan Mehmeds hof was door de republiek betaald en toen hij terugkwam pakte hij zijn werk weer op voor de belangrijke Venetiaanse publieke instituten. Het was in Florence, dat de eerste kunstacademies werden gevormd, waar de drie zusters van het "disegno" (schilderkunst, beeldhouwkunst en architectuur) voor het eerst samen aan studenten werden aangeboden. In Venetië werd de kunst van generatie op generatie door familiebedrijven binnen gilden doorgegeven. Tot 1531 zou Titiaan binnen het gilde betrokken zijn, maar daarna met een grandioze carrière zich daar uit bevrijden. Zijn breken met de gangbare, traditionele Venetiaanse waarden zou uiteindelijk bijdragen aan het einde van de Renaissance en de komst van Classicisme en Barok. Het is dan ook onterecht dat Titiaan, mede door zelfpromotie, eeuwenlang als de 'belichaming van de traditionele waarden van de Venetiaanse schilderkunst' is doorgegaan. Alsof Titiaans losse, ruwe, uitermate geïndividualiseerde late werk het einddoel van de Renaissance was geweest.

### Giorgione
Titiaan werd in zijn begintijd sterk beïnvloed door Giorgione (circa 1477-1510), hoewel deze niet formeel zijn leermeester was. Giorgione werkte ook in het atelier van Giovanni Bellini, maar zette zich af tegen starre regels in diens kunst. Giorgione schilderde nieuwe portretten. De portretten dienden soms als allegorie, zo kan zijn Laura (1506) als muze of als symbool van poëzie worden opgevat. Giorgione schilderde geïdealiseerde landschappen en Titiaan maakte zich Giorgione's vernieuwingen eigen. Maar Titiaan maakte zijn eigen figuren monumentaler. Beiden weken af van Bellini, die zijn figuren in een zelfstandige omgeving neerzette, bepaald door lineair perspectief. Bij Titiaan paste de omgeving zich aan de geportretteerden aan. Titiaan ontwikkelde zo vanaf het begin een eigen manier van verhalen vertellen. Titiaan voegde zo een draperie en rode kussens toe aan Giorgione's Slapende Venus (ca. 1510-1512). Zo'n vijfentwintig jaar later maakte Titiaan er een nieuwe versie van, de Venus van Urbino (ca. 1536-1538), waarschijnlijk voor Guidobaldo della Rovere, de zoon van de hertog van Urbino.

### Michelangelo
Titiaan en Michelangelo worden vaak afgeschilderd als grote rivalen die elkaar niet konden uitstaan, maar er zijn vrijwel geen authentieke bronnen waaruit blijkt hoe ze er zelf over dachten. In elk geval heerste er een artistieke rivaliteit. Titiaan had genoeg respect voor zijn Florentijnse tegenpool om diens werk tijdens zijn hele loopbaan van tijd tot tijd als inspiratiebron te gebruiken. Zo is de Eva van De zondeval in de Sixtijnse Kapel te herkennen in een van Titaans fresco's in Padua uit 1511 en diende de houding van Michelangelo's Mozes als voorbeeld voor sommige portretten, zoals het postume portret van doge Andrea Gritti uit circa 1546-1550.
Toen Titiaan in 1545-1546 in Rome verbleef, zochten Giorgio Vasari en Michelangelo hem op in zijn tijdelijke atelier in het Belvedere, terwijl hij werkte aan zijn Danaë. Volgens Vasari zei Michelangelo naderhand tegen hem dat Titiaans kleurgebruik en handschrift ("maniera") hem bevielen, maar dat het zonde was dat in Venetië het principe van een goede compositie ("principio a disegnare bene") niet werd onderwezen, want "als deze man [Titiaan] ook maar enigszins door kunst en disegno werd geholpen, zoals hij door de natuur wordt geholpen, dan zou niemand meer of beter werk afleveren." Het is onduidelijk in hoeverre Vasari hem hier zijn eigen opvattingen over disegno in de mond legde.
Titiaan leek in 1562 op deze kritiek te reageren met zijn impresa: een beer die haar jong in de juiste vorm likt, begeleid door het Latijnse motto "Natura potentior ars" ("kunst is machtiger dan natuur"). De beer en haar jong staan symbool voor de schilder Titiaan, die met zijn creativiteit een artistieke vorm geeft aan het ruwe materiaal van de vormloze natuur.

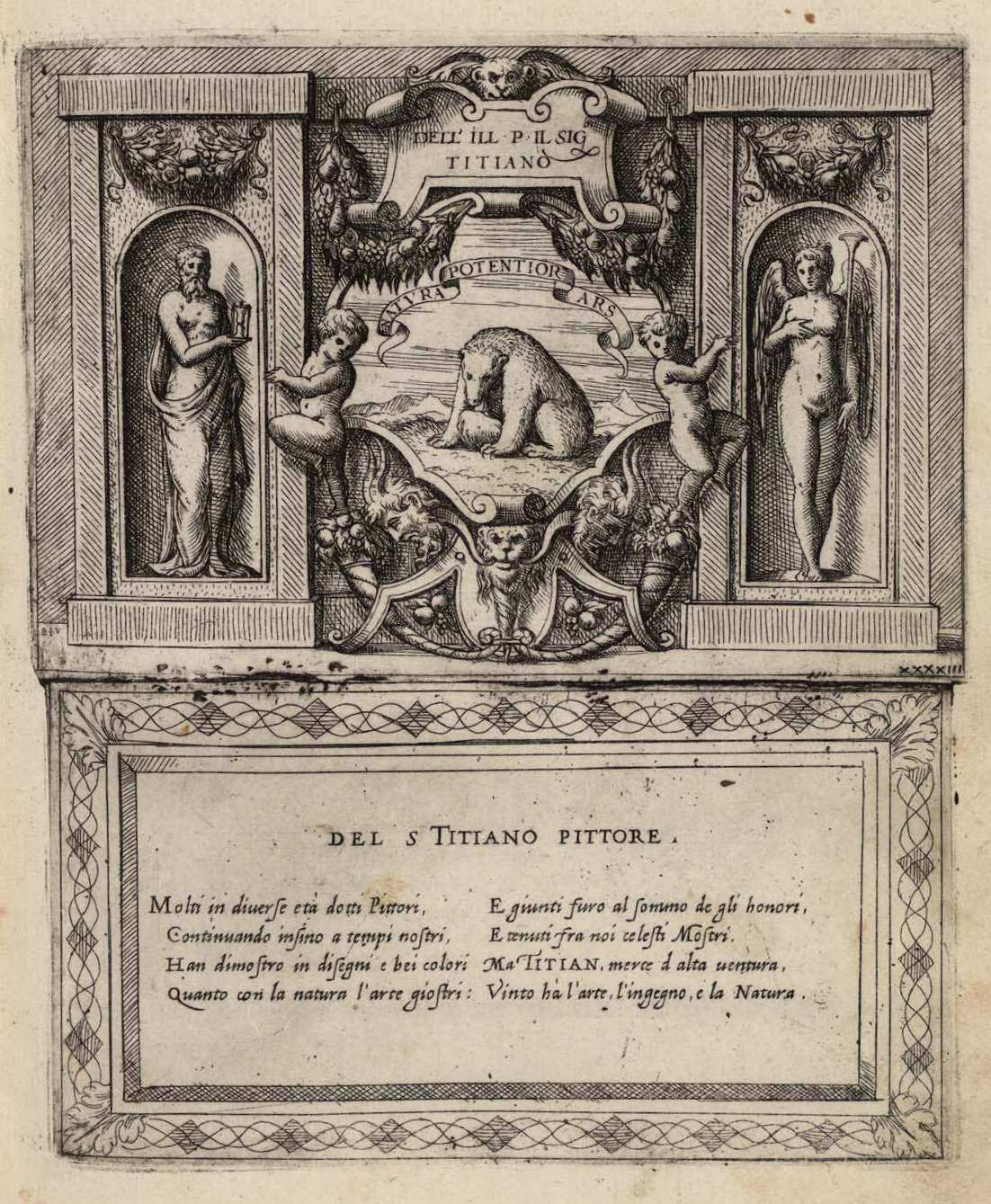
Impresa van Titiaan, 1565

### Driemanschap
In 1543 schilderde Titiaan Ecce Homo voor het paleis van de Venetiaanse koopman Giovanni d'Anna aan het Canal Grande. Pietro Aretino stond model voor Pontius Pilatus. Hij schilderde verschillende, heroïserende portretten van zijn vriend, die een beroemd en berucht schrijver van Venetië was. Ze hadden elkaar in 1526 leren kennen. Samen met de beeldhouwer en architect Jacopo Sansovino vormden ze in het midden van de 16e eeuw op het gebied van literatuur en kunst in Venetië een dominant 'driemanschap'. Ze waren alle drie geen echte Venetianen, maar individualisten, die hun vrijheden uitbuiten. Titiaan werkte voor verschillende hoven, maar bleef er net als van de opgelegde Venetiaanse normen onafhankelijk. Dit vrijelijk bewegen tussen verschillende heersers en hun hoven kwam mede door de koopmansgeest en op handel georiënteerde mentaliteit van Venetië. Zijn onafhankelijkheid als 'ultieme buitenstaander' droeg bij aan zijn bijzondere prestaties als portrettist.

### Karel V

Ruiterportret van Karel V, 1548, Prado, Madrid

Karel V verhief Titiaan op 10 mei 1533 in de adelstand. Het ridderschap werd hem niet verleend voor zijn kopie (1533) van zijn portret met een hond van de hand van Jakob Seisenegger (ca. 1532), zoals wel eens wordt gedacht, maar voor een ander verloren portret, waar Karel V 500 scudi voor zou hebben betaald. Dit was twintigmaal zoveel als wat voor een officieel portret van de doges in Venetië werd betaald. Titiaan werd Cavaliere dello Speron d'oro (ridder in de Orde van de Gulden Spoor) en kreeg de bijbehorende titel Conte Palatino (paltsgraaf). Zo werd er een exclusieve en blijvende relatie geschapen tussen patroon en schilder, volgens de woorden op het patent, naar het voorbeeld van Alexander de Grote en Apelles, de grote, Griekse schilder van de 4e eeuw v. Chr. Titiaan kreeg een dubbele ketting, die hij voortaan op veel portretten zou dragen als bewijs van zijn ridderschap.
In 1548 schilderde Titiaan het Ruiterportret van Karel V. Daarmee werd Karel V gelijkgesteld aan de Romeinse keizers, want het refereerde aan het ruiterstandbeeld van Marcus Aurelius. Het portret verbeeldde ook de 'ideale christelijke ridder'. Dat waren twee kanten van de identiteit van de Heilig Roomse keizer. Zijn grootvader keizer Maximiliaan I was ook al als ridder afgebeeld door Hans Burgkmair in 1508. En Albrecht Dürer had de gravure Ridder, Dood en de Duivel in 1513 gemaakt, beïnvloed door Desiderius Erasmus' boek Enchiridion militis Christiani (1503). Karel V voerde op Titiaans schilderij zijn troepen aan in de Slag bij Mühlberg tegen het 'ketters', protestants, Schmalkaldisch Verbond op 24 april 1547.

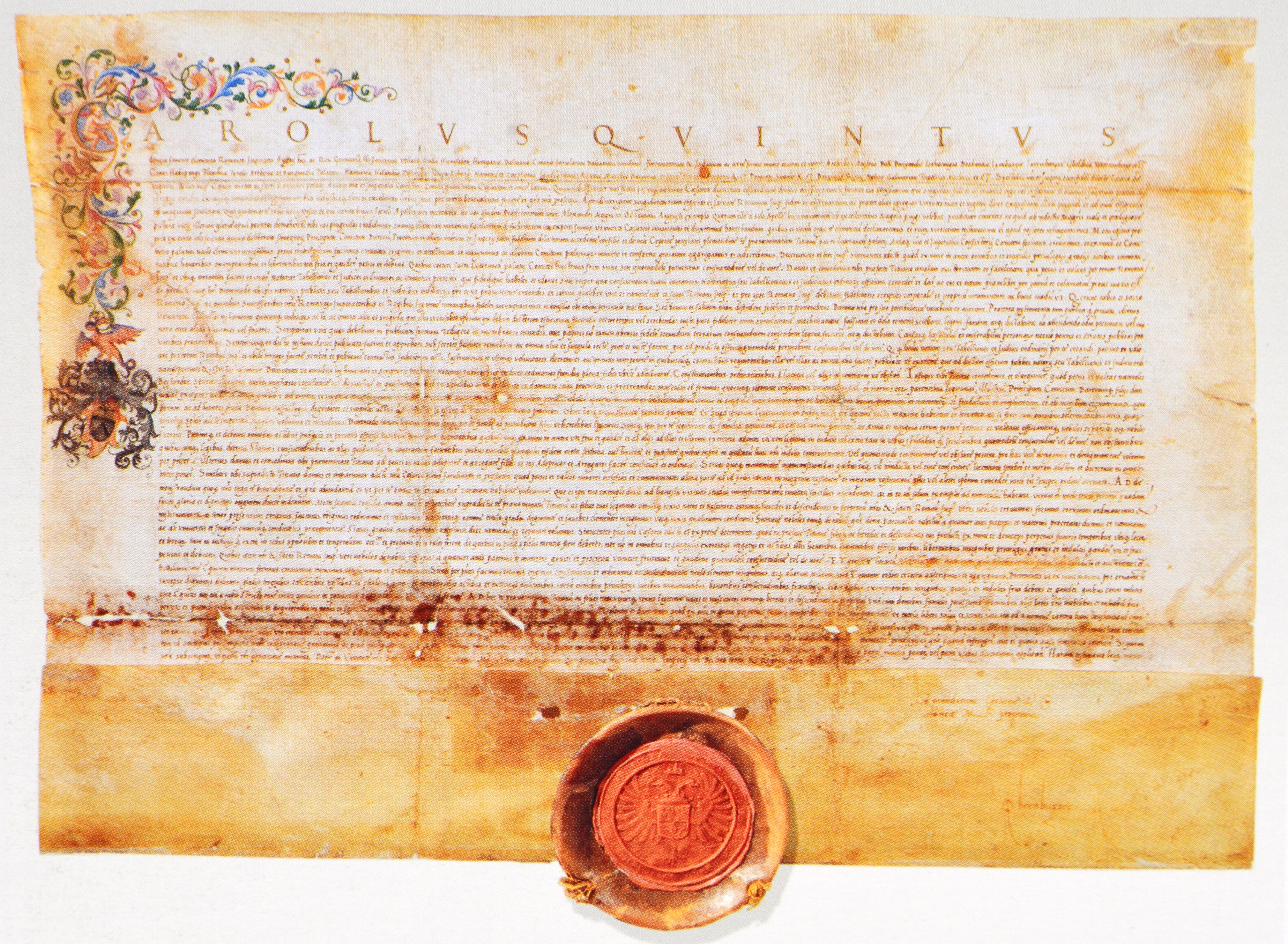
Het diploma uit 1533
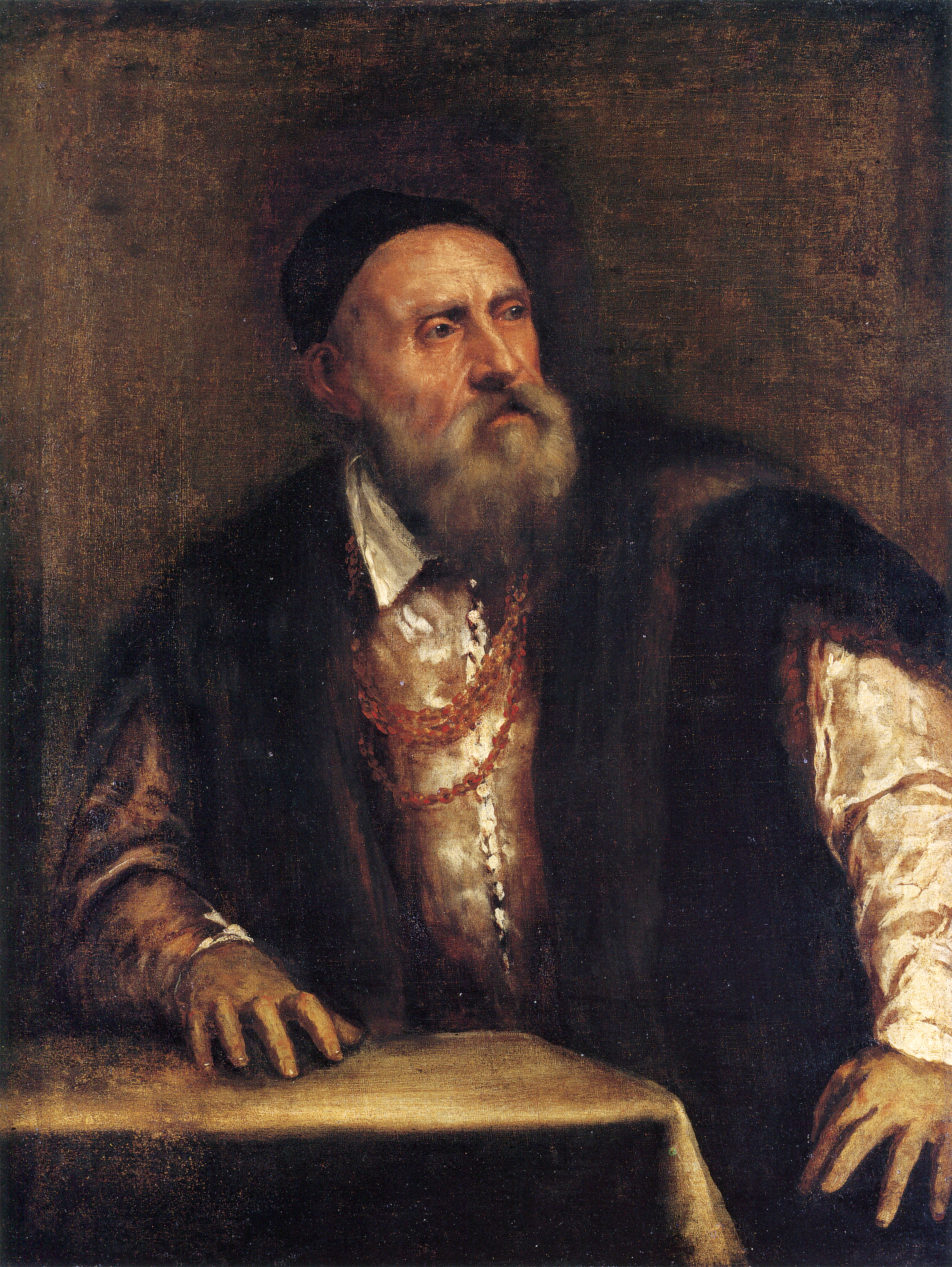
Zelfportret met ketting, ca. 1550 of ca. 1562, Gemäldegalerie, Berlijn

## Oeuvre
Titiaans oeuvre omvat vooral portretten, mythologische en religieuze werken.

### Portretten
Circa 1513 schilderde Titiaan zijn beroemde Portret van een man met de blauwe mouw, mogelijk Gerolamo Barbarigo. De elite van de stad was tot op de leeftijd van 25 jaar vrij, want pas op die leeftijd begonnen de jongemannen aan hun publieke taken voor de staat. Titiaan wist een aantal van hen op een totaal nieuwe wijze te portretteren.

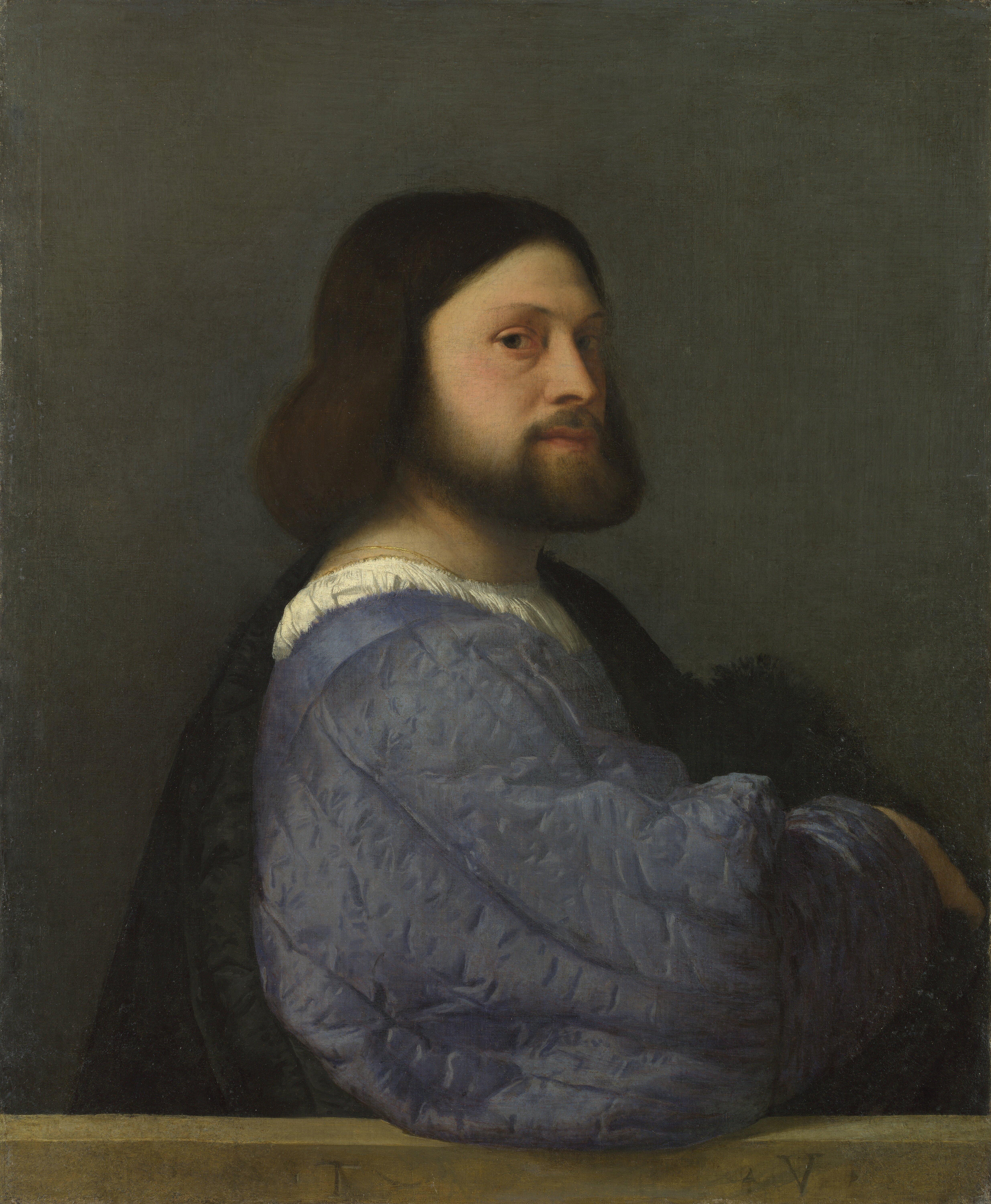
Portret van een man, ca. 1510, National Gallery, Londen
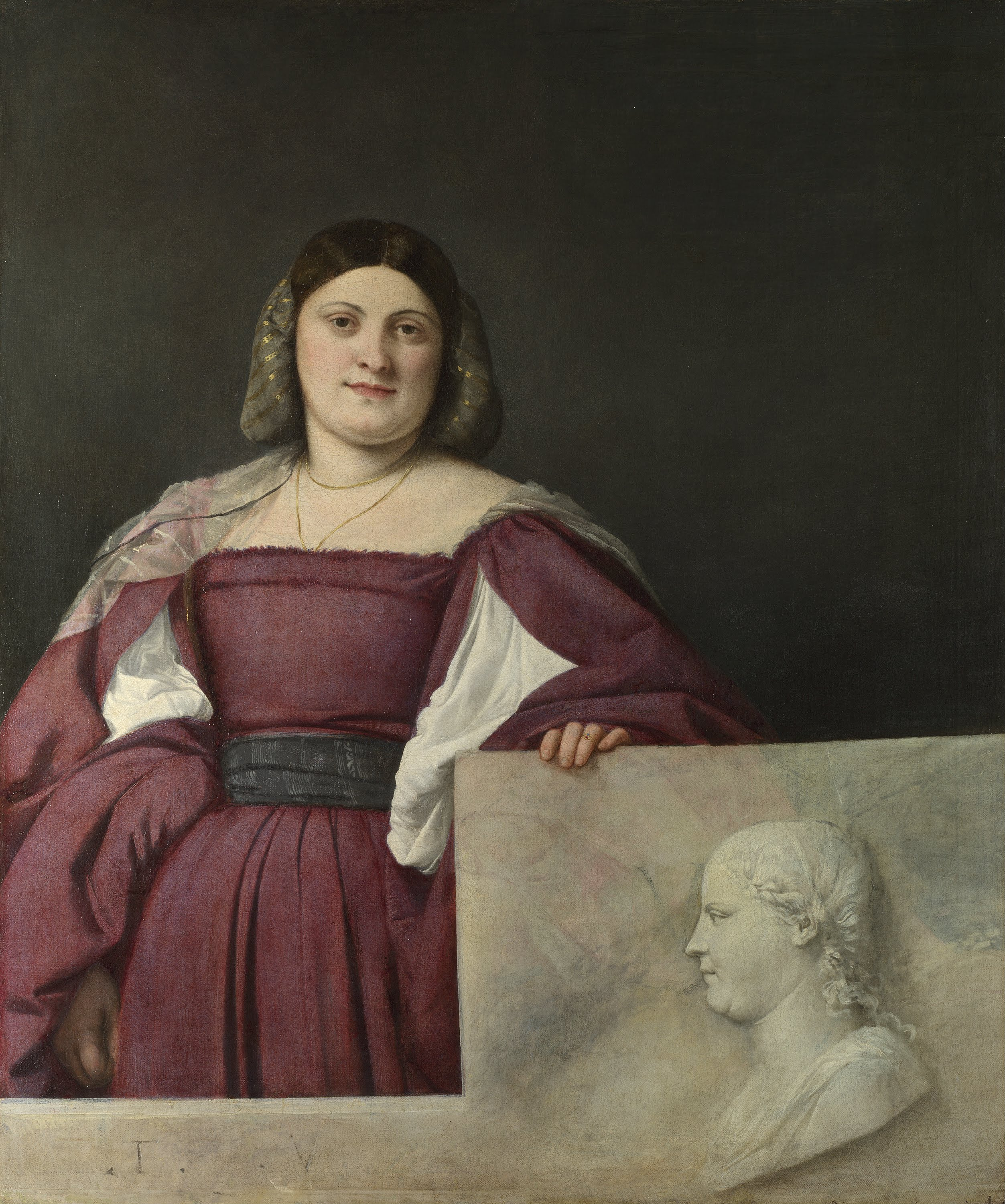
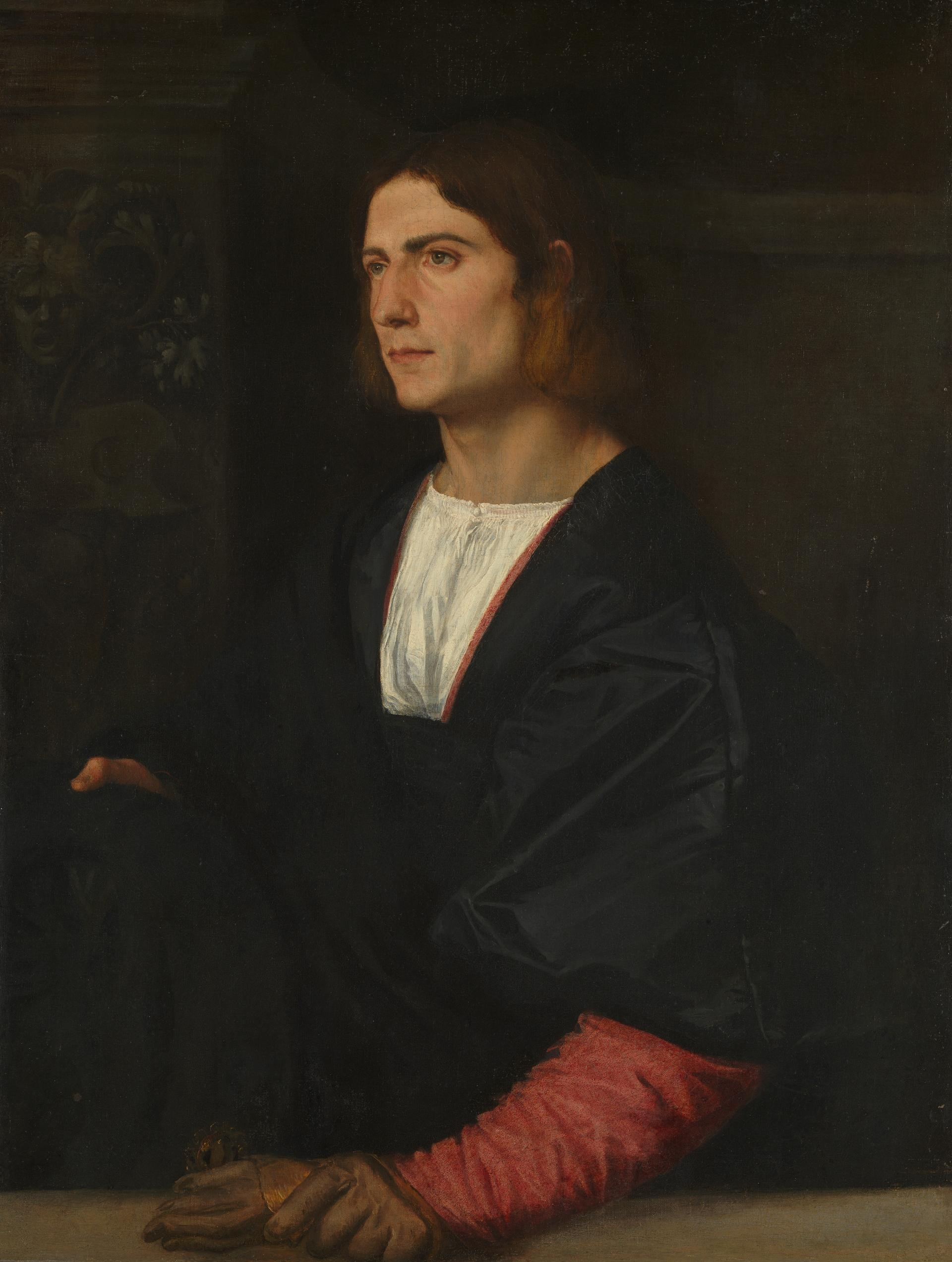
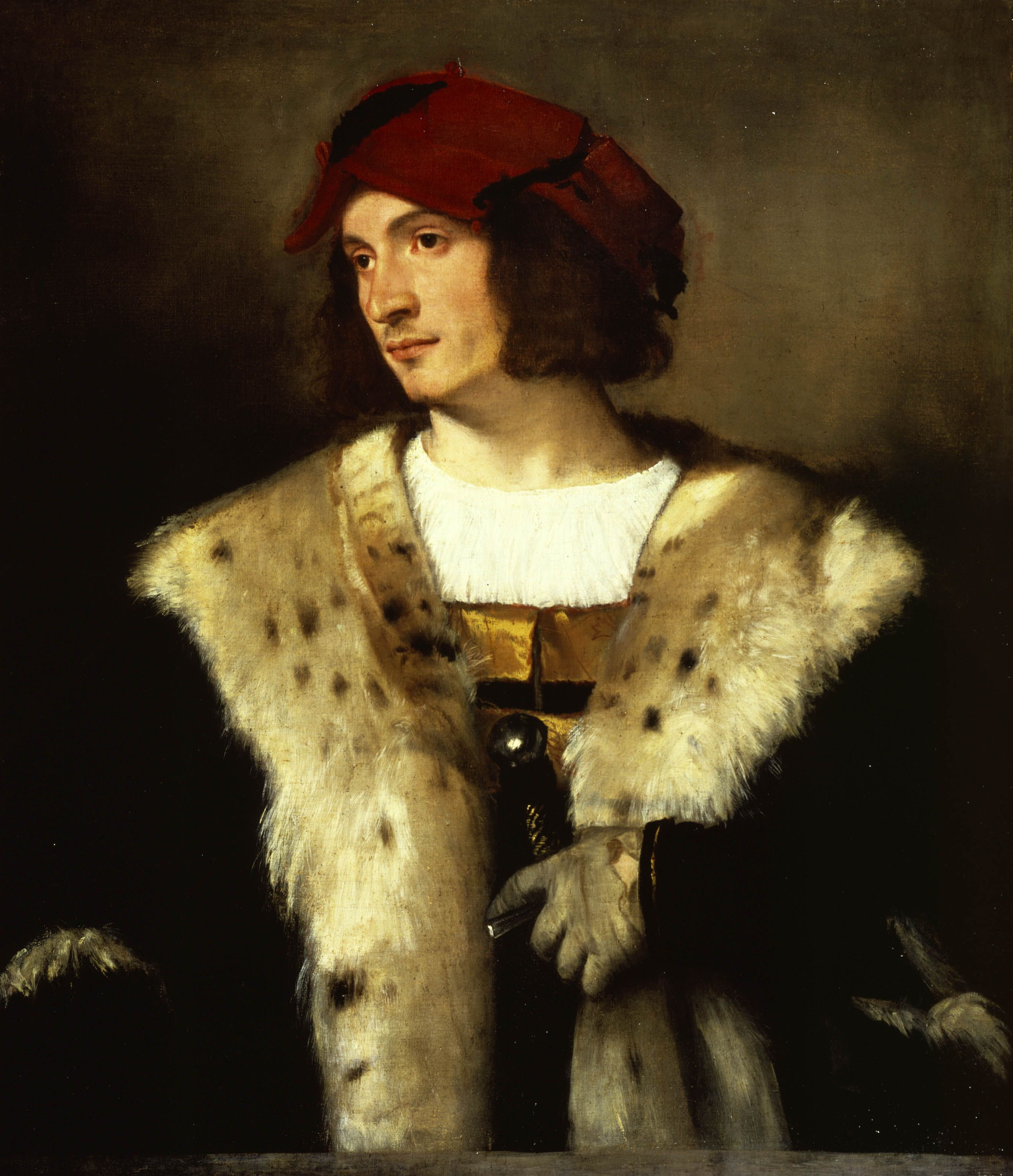
Portet van een man met een rode kap, ca. 1510, Frick Collection, New York
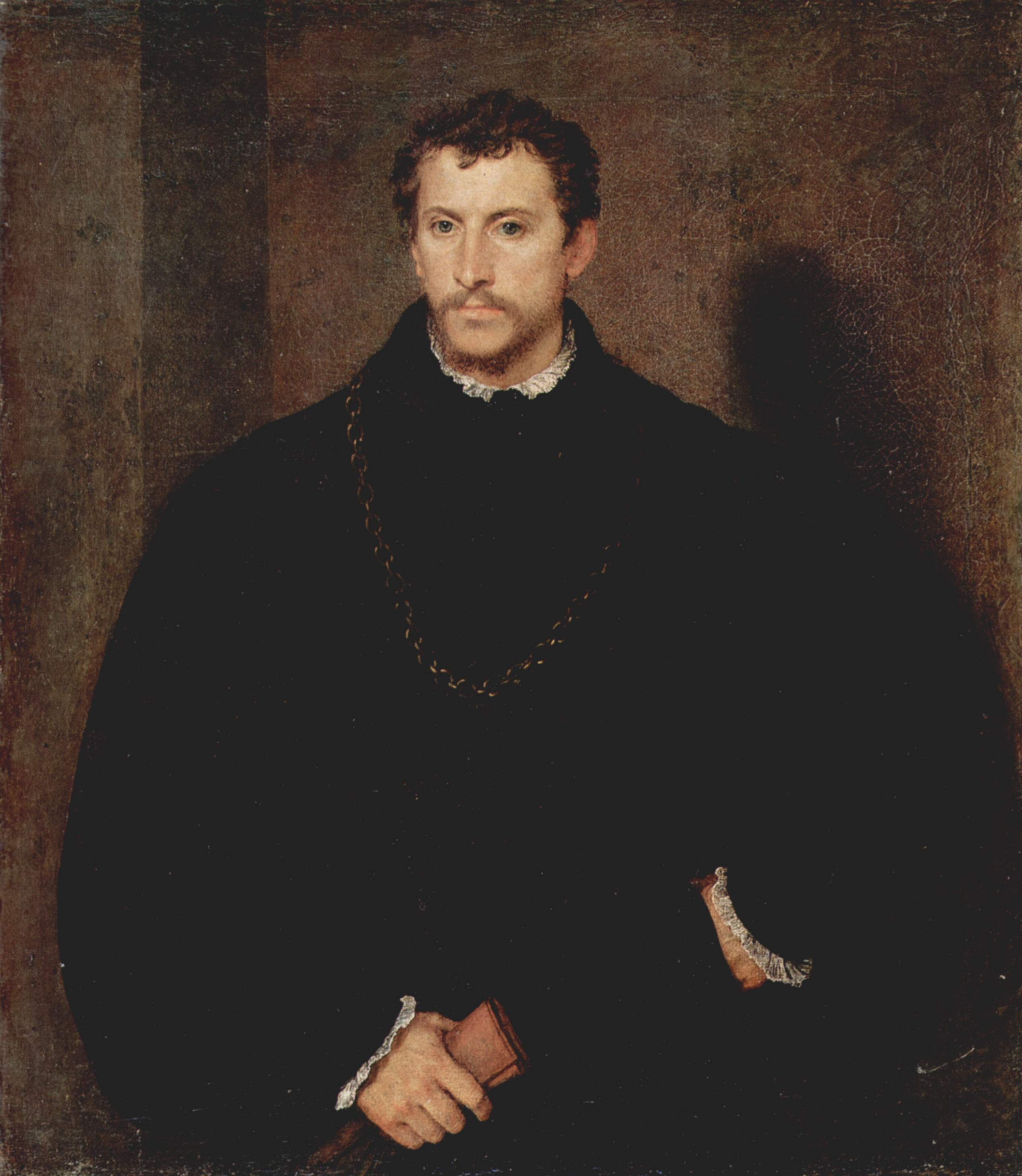

Naast het schilderen van religieuze werken in een nieuwe stijl, die verder afweek van de traditie van iconen waaraan een genezende werking werd toegeschreven, specialiseerde Titiaan zich steeds meer in portretten. Zijn clientèle bestond steeds meer uit hovelingen van hoven buiten de Venetiaanse Republiek. De Republiek had de traditie doges zó weer te geven, dat in de eerste plaats hun verheven, bijna sacrale positie naar voren kwam en hun gevoel voor plicht tegenover de gemeenschap. In tijden van oorlog kwam het aan op patriottisme. De persoonlijke karakterisering en individualisering van Titiaan stonden daarmee in contrast. Titiaan begon met 'feminiserende' en 'sensuele' portretten van dromerige jongemannen, uitgedost in rijke kleding, bontmantels en handschoenen, maar later kwamen daar 'masculiene' bevelhebbers in wapenrusting voor in de plaats. Baldassare Castiglione had met zijn handboek Il libro del cortegiano (het boek van de hoveling, 1528) invloed op hoe een hoveling zich aan het hof diende te gedragen en kleden. Daardoor kwam er minder ruimte voor 'gepofte mouwen', maar werd onopvallende donkere kleding aangeraden. Ook het begrip sprezzatura (schijnbaar gemak in handeling en houding) kwam uit dit boek en had navolging in de portretkunst. Naar Raphaëls voorbeeld, portret van Baldassar Castiglione (ca. 1515), schilderde Titiaan van hem (geheel in het zwart) een portret tegen een bruine achtergrond (ca. 1530-1555).
Titiaan schilderde de Venetiaanse doge Andrea Gritti rond 1546-50, vijf jaar na diens dood, met een dynamische contrapposto tussen hoofd en lichaam naar het voorbeeld van Michelangelo's beeld van Mozes. Het was waarschijnlijk een onofficiële opdracht. Gritti was de machtige leider van een pro-Romanistische factie ("papalisti", op de hand van de paus in Rome) en tijdens zijn regering werd het religieuze en politieke centrum rond het San Marcoplein herbouwd door Sansovino.

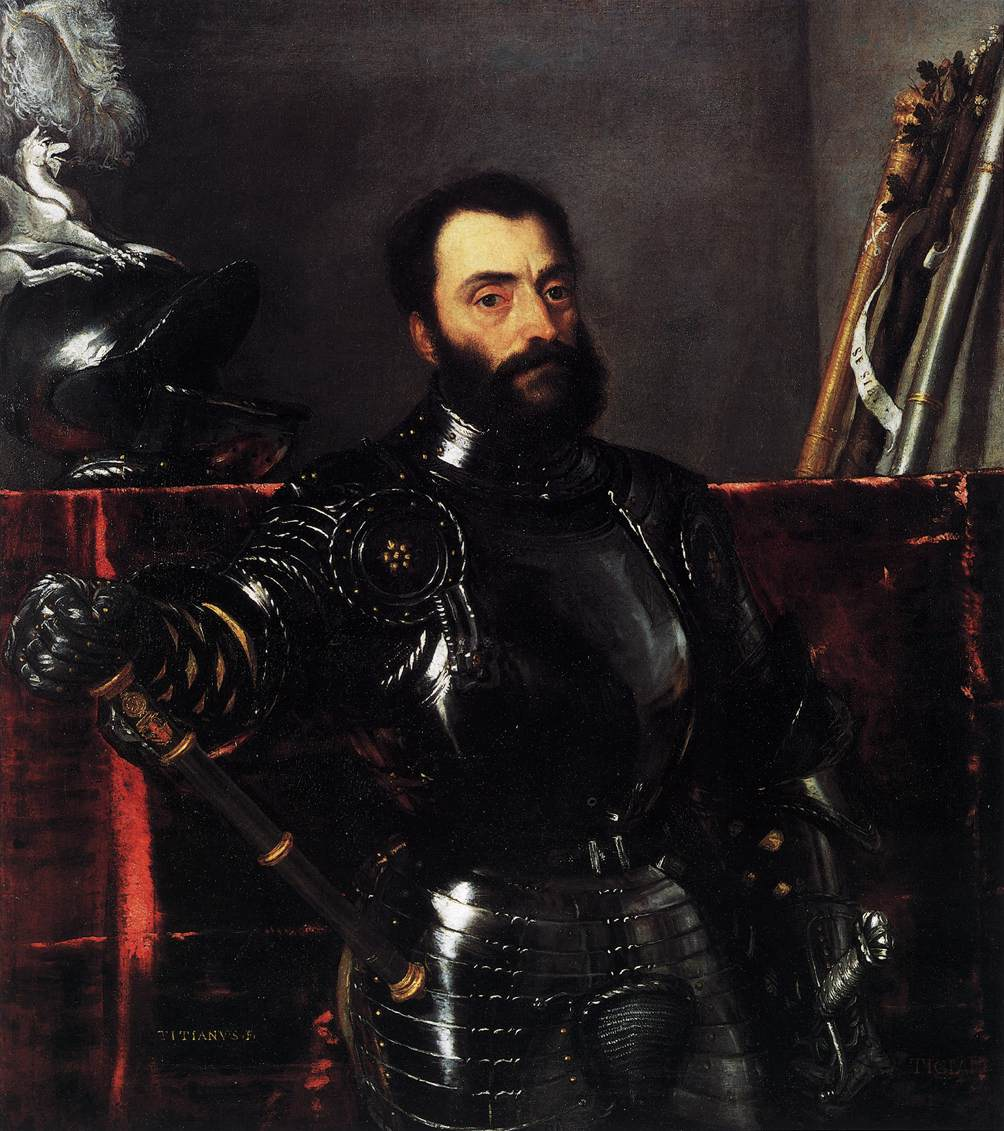
Portret van Francesco Maria Della Rovere, ca. 1536-1538, Uffizi, Florence
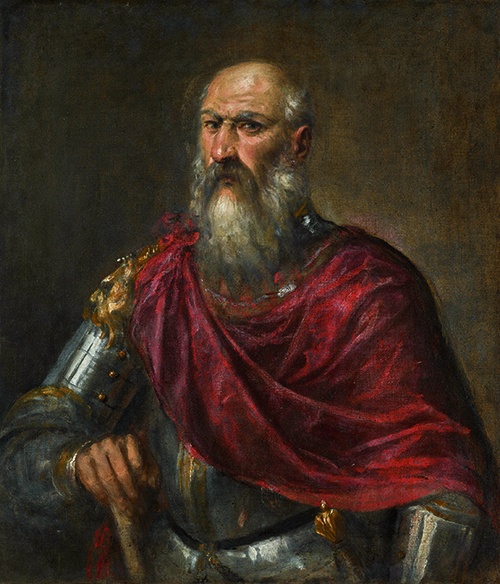
Portret van een Venetiaanse admiraal, vermoedelijk Francesco Duodo, The Phoebus Foundation
Portret van Andrea Gritti
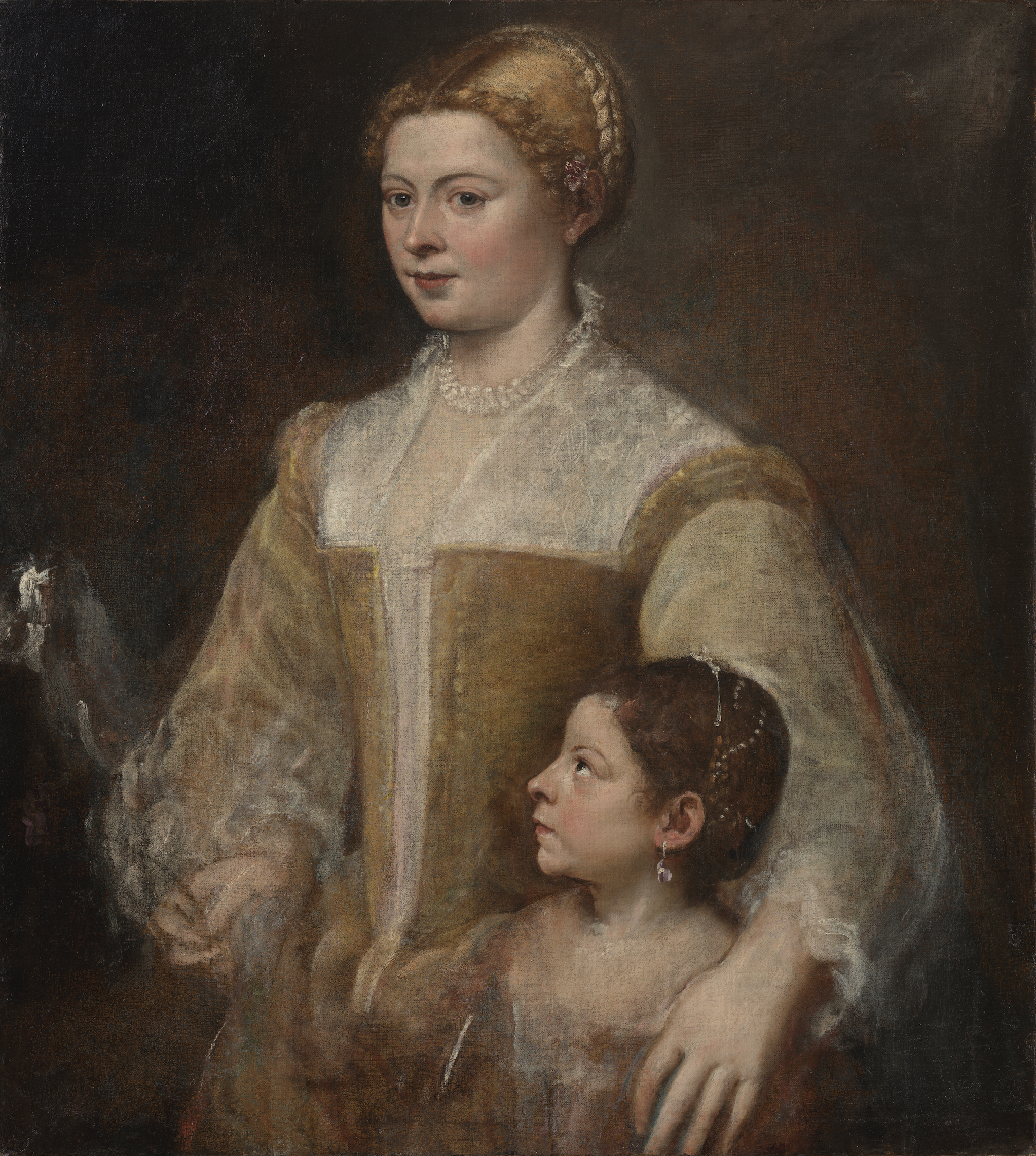
Portret van een dame en haar dochter, Rubenshuis, Antwerpen
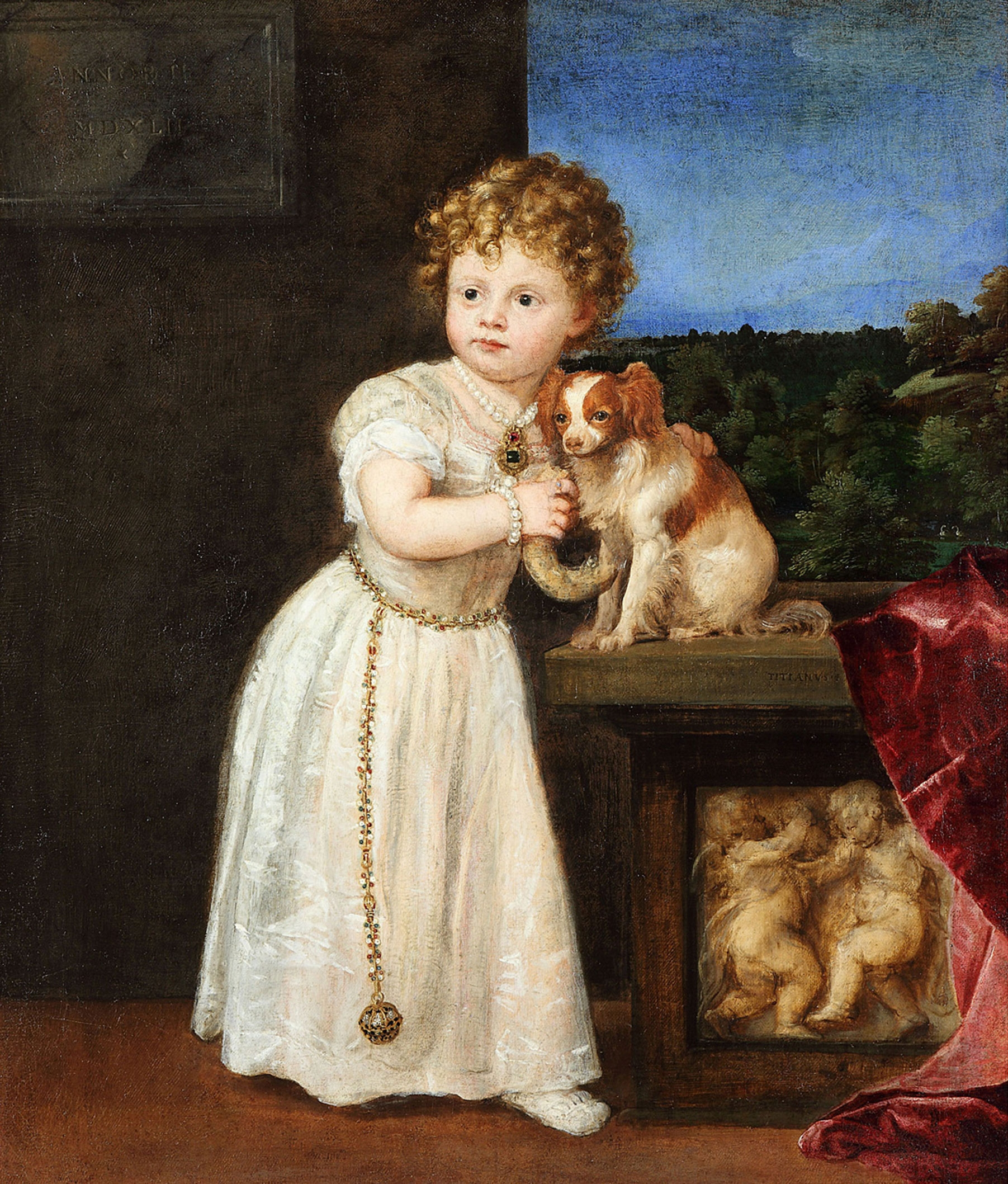
Portret van Clarissa Strozzi, 1542, Gemäldegalerie, Berlijn

### Religieuze werken

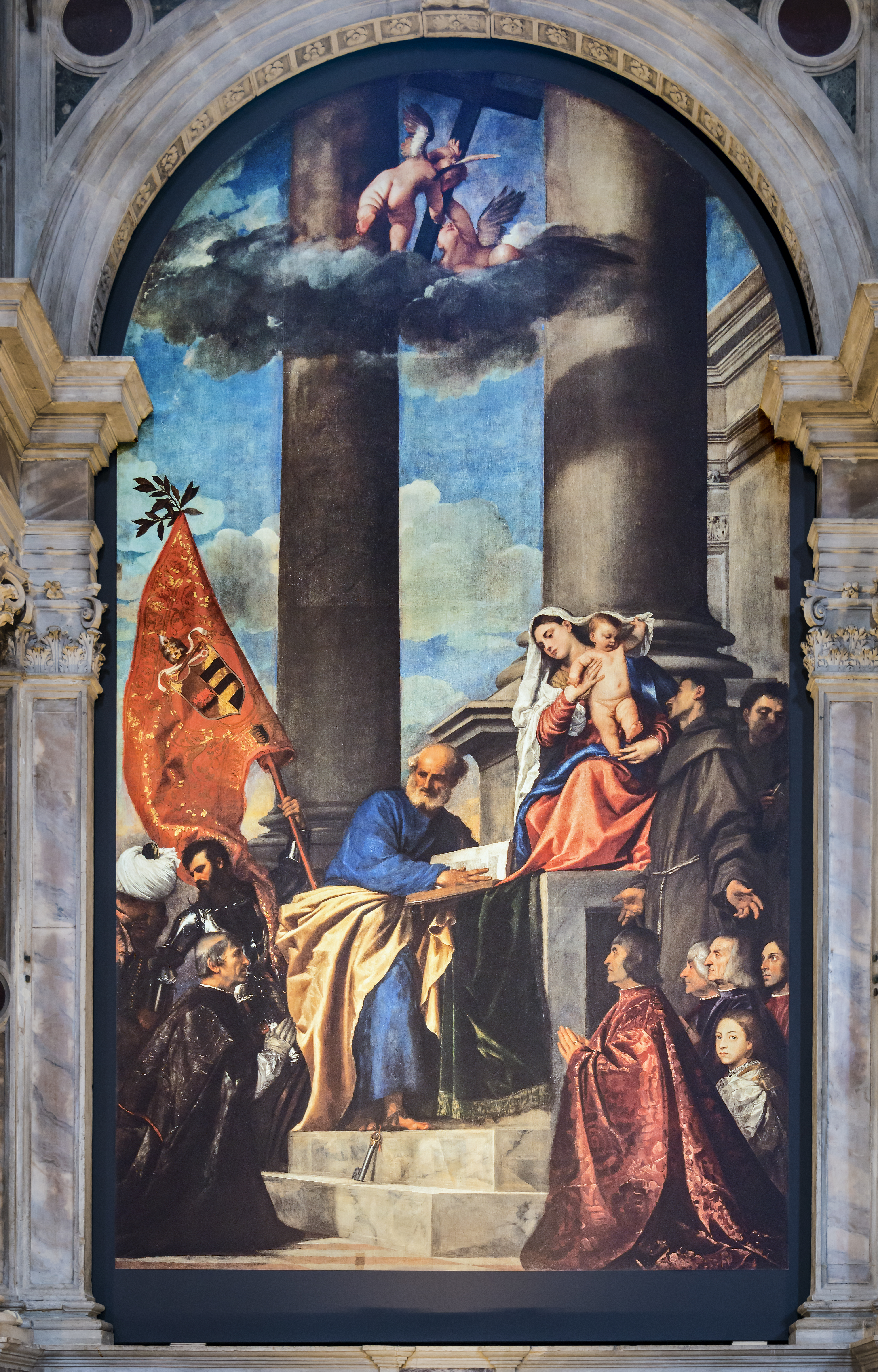
Madonna van de familie Pesaro, 385 × 270 cm, Basilica di Santa Maria Gloriosa dei Frari, Venetië
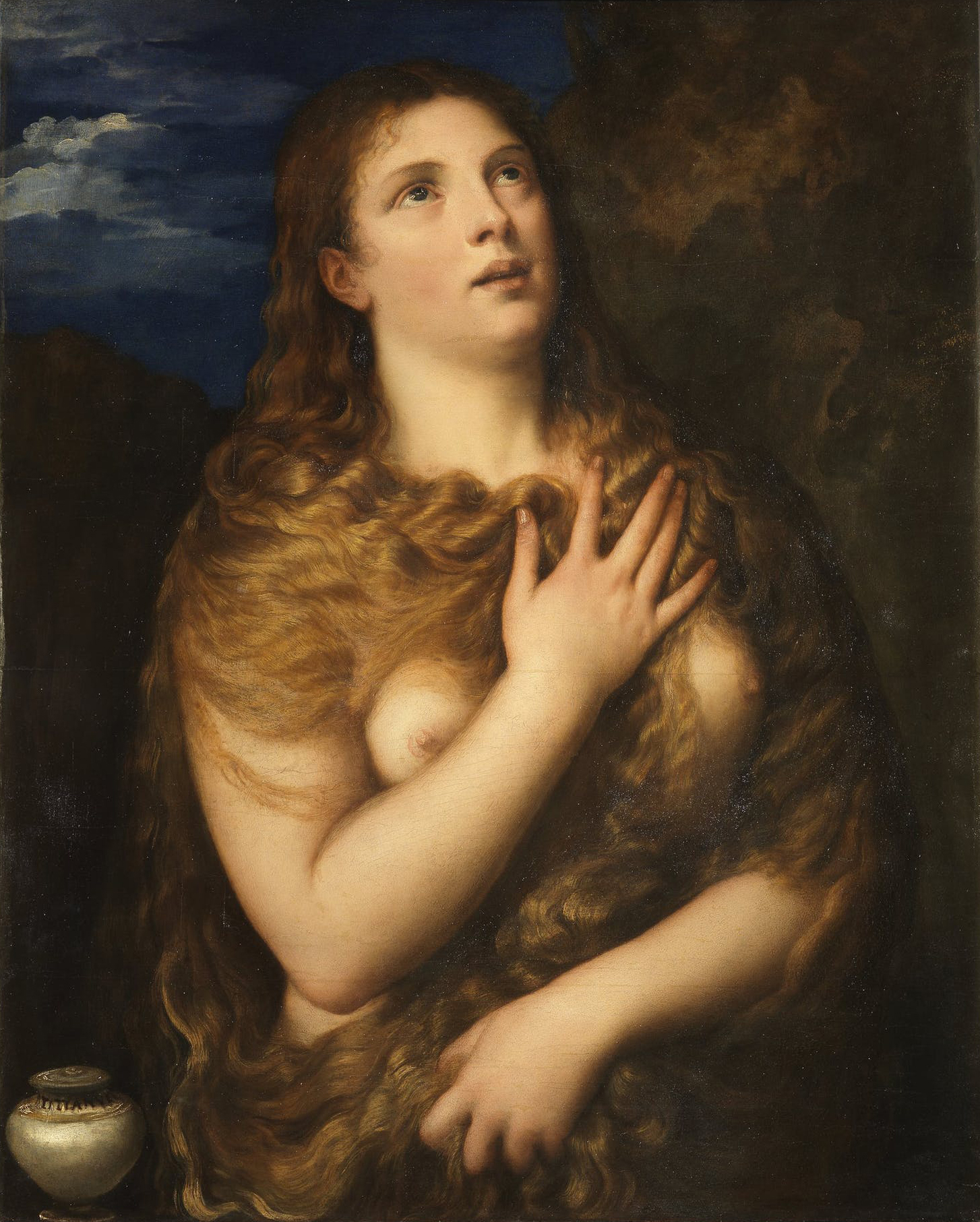
Boetvaardige Maria Magdalena, 85 × 68 cm, Palazzo Pitti (Galleria Palatina), Florence
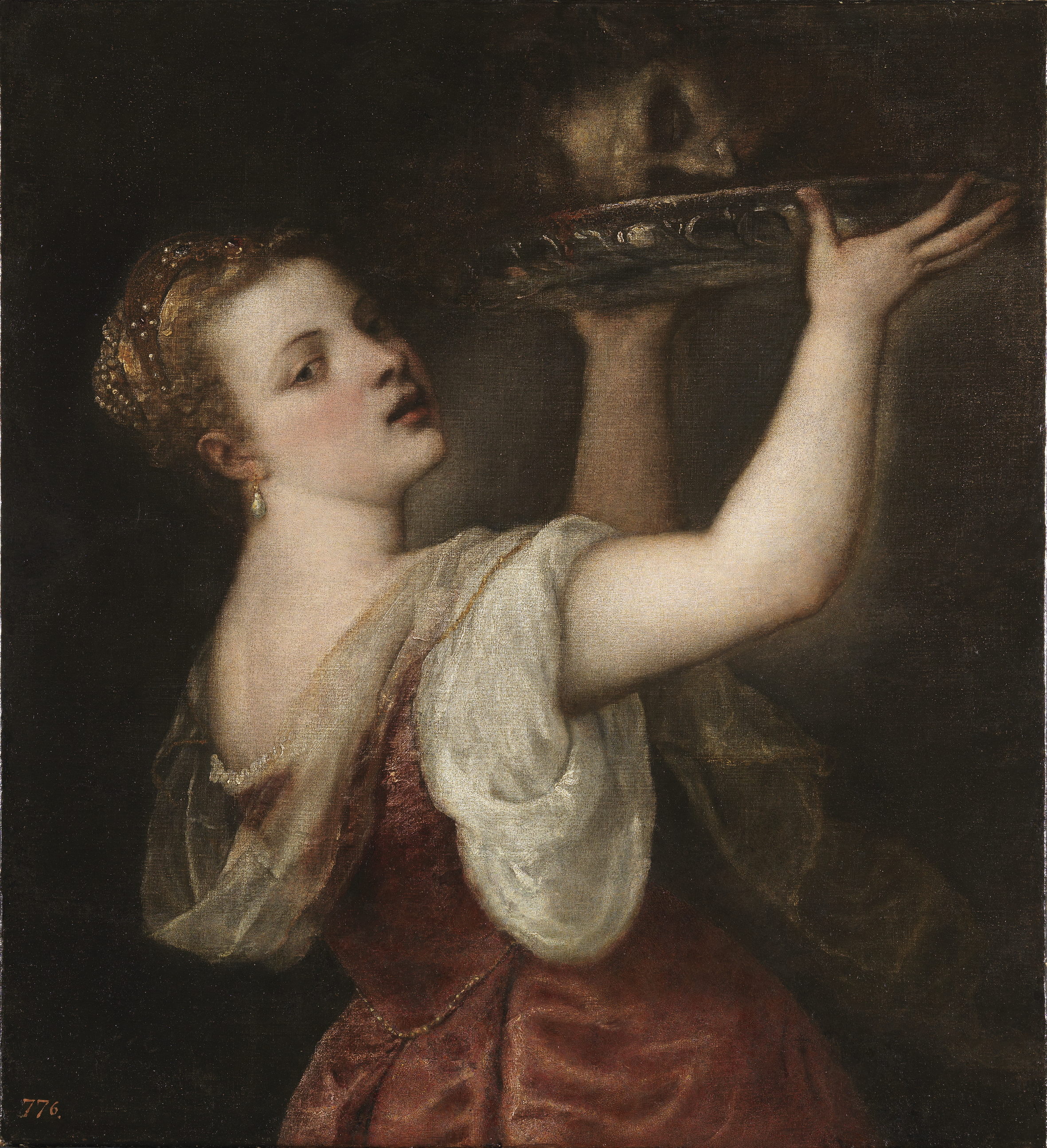
Salomé, 87 × 80 cm, Prado, Madrid
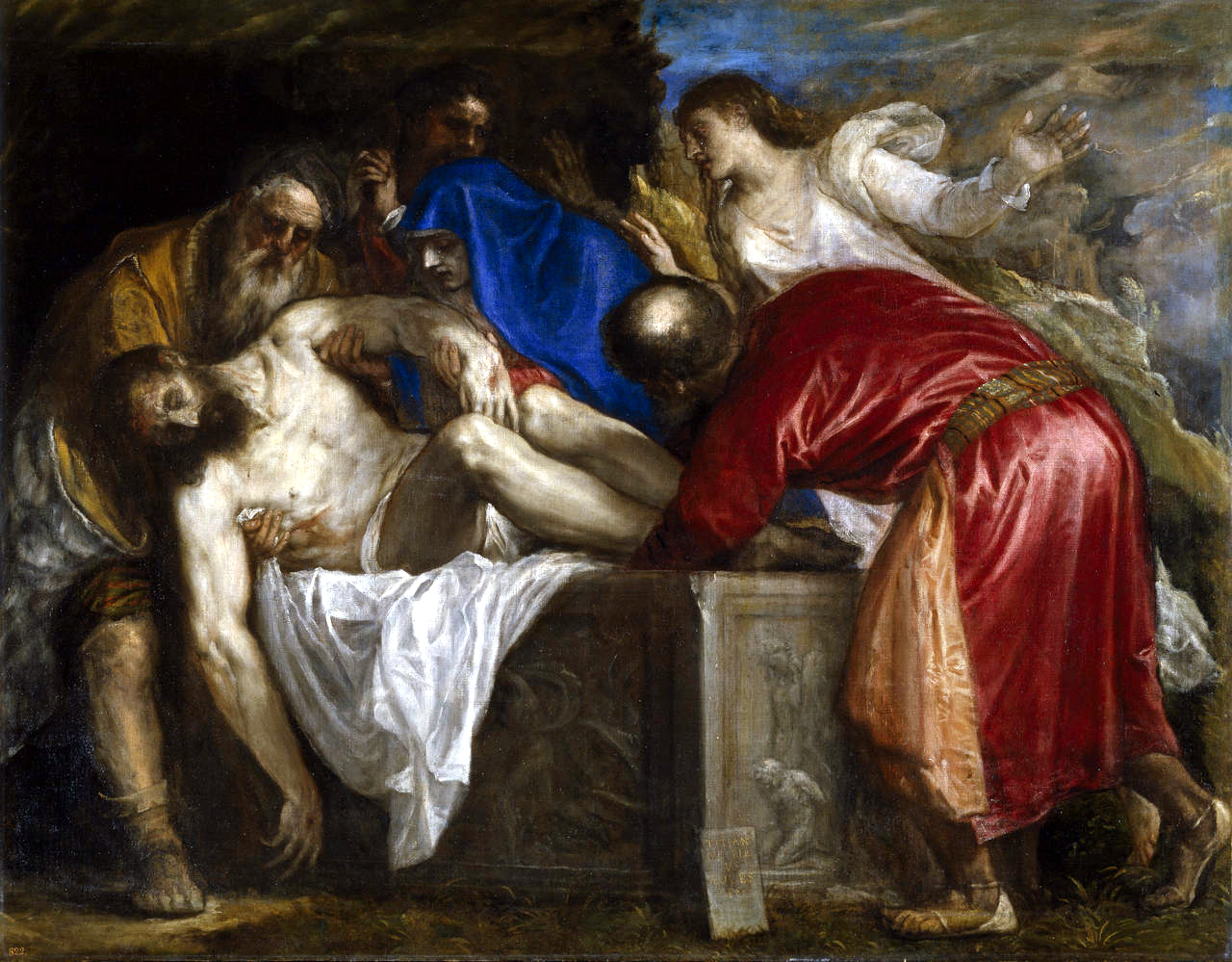
Graflegging, 137 × 175 cm, Prado, Madrid
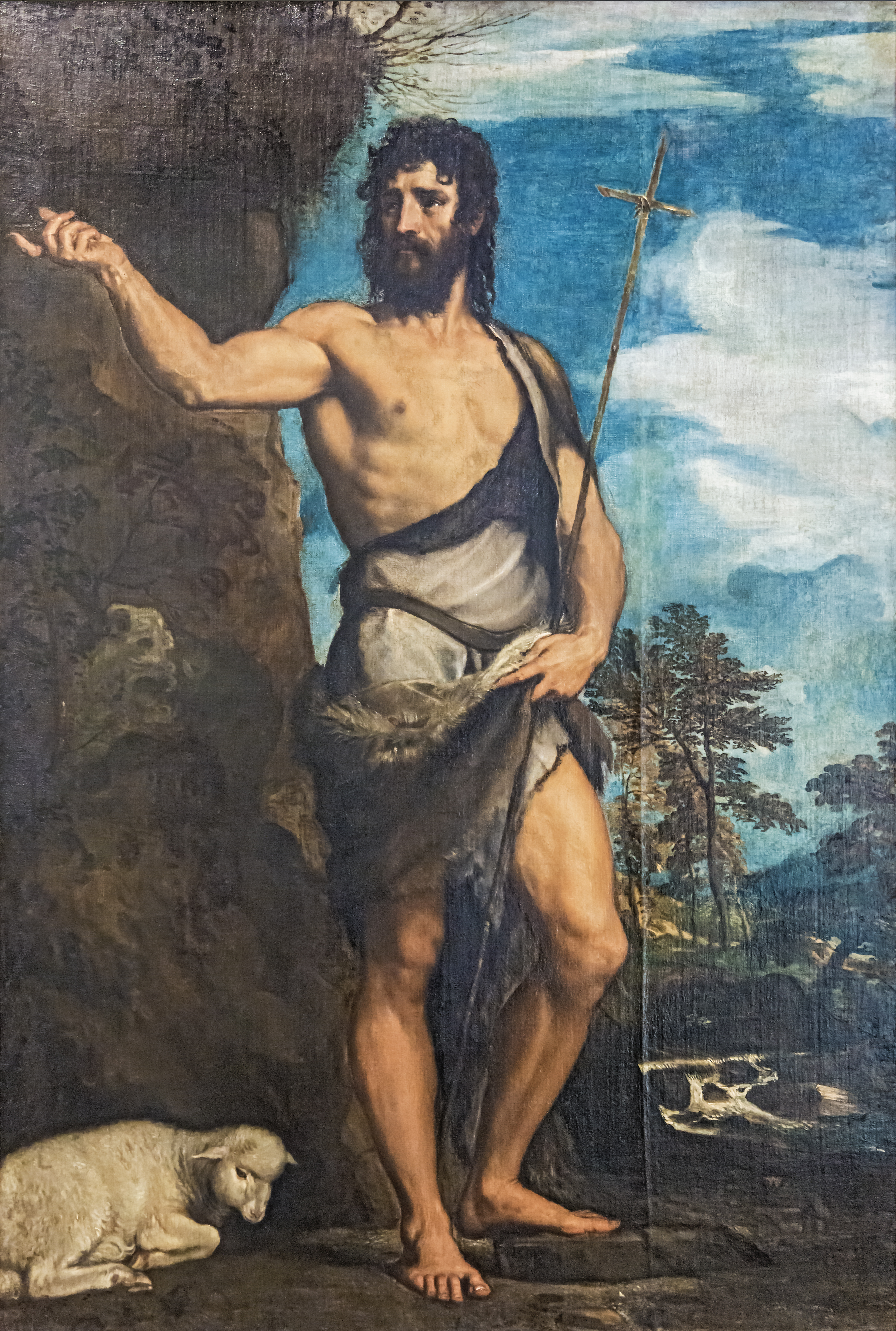
Johannes de Doper, 1542, Gallerie dell'Accademia, Venetië

### Bijbel en geschiedenis
In de late jaren 1530 schilderde hij een serie van elf 'historische portretten' van Romeinse keizers voor de Gabinetto dei Cesari in het Hertogelijk Paleis van Mantua. Ze gingen verloren tijdens de brand in het Alcázar in Sevilla in 1734. Ze zijn nog bekend door de gravures van Aegidius Sadeler uit de jaren 1590. De portretten zijn gebaseerd op de karakterbeschrijvingen in Suetonius' De vita Caesarum, maar met name zijn verbeelding van Augustus, Caligula en Otho lijken variaties op Michelangelo's Giuliano de' Medici. Michelangelo offerde gelijkenis op voor het scheppen van een ideaalbeeld. Michelangelo's voorbeeld bracht hem er toe op een nieuwe manier over portretteren te denken en onderscheid te maken tussen een ideaalbeeld en naturalistische nabootsing in kunst. Titiaan stond er om bekend dat hij mensen op hun schilderijen kon verjongen en verbeteren. Zo wist hij te verbloemen dat de onderkaak van Karel V uitstak. 

### Mythologie en allegorie
In zijn vroege mythologische en allegorische schilderijen gaf Titiaan vorm aan het Venetiaanse schoonheidsideaal. Rond 1515-1516 schilderde Titiaan Flora, deels gebaseerd op de antieke Venus Genetrix, een Romeinse kopie naar een Grieks origineel uit de 5e eeuw v. Chr.

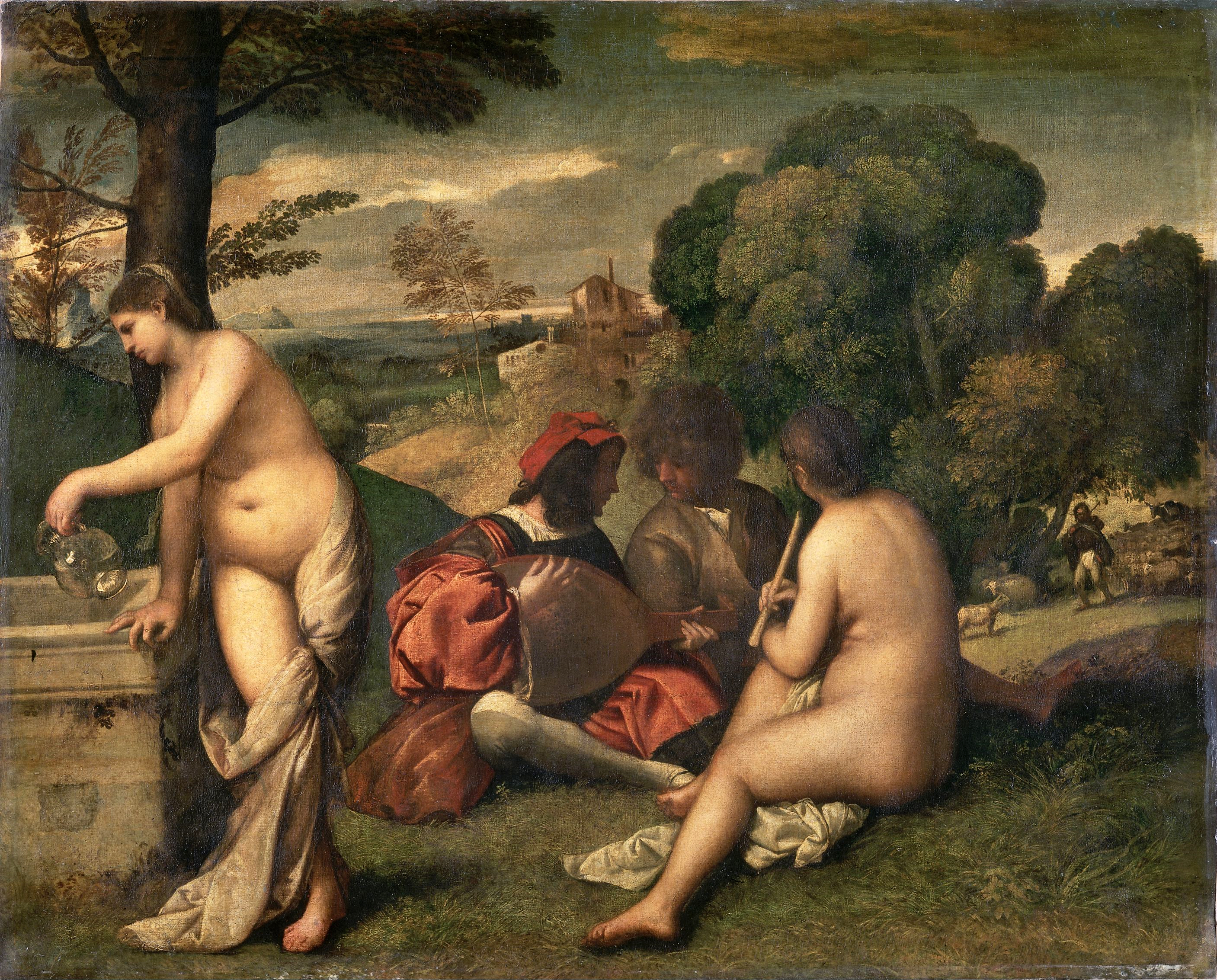
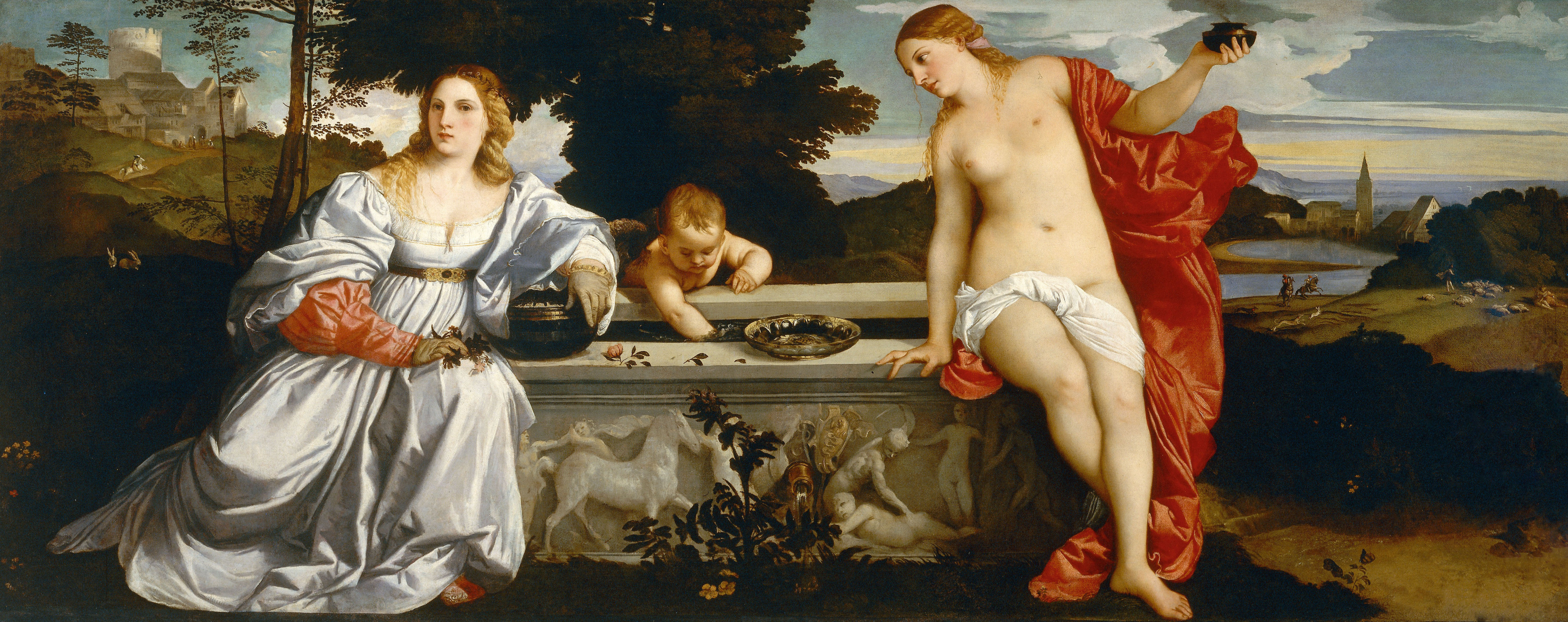
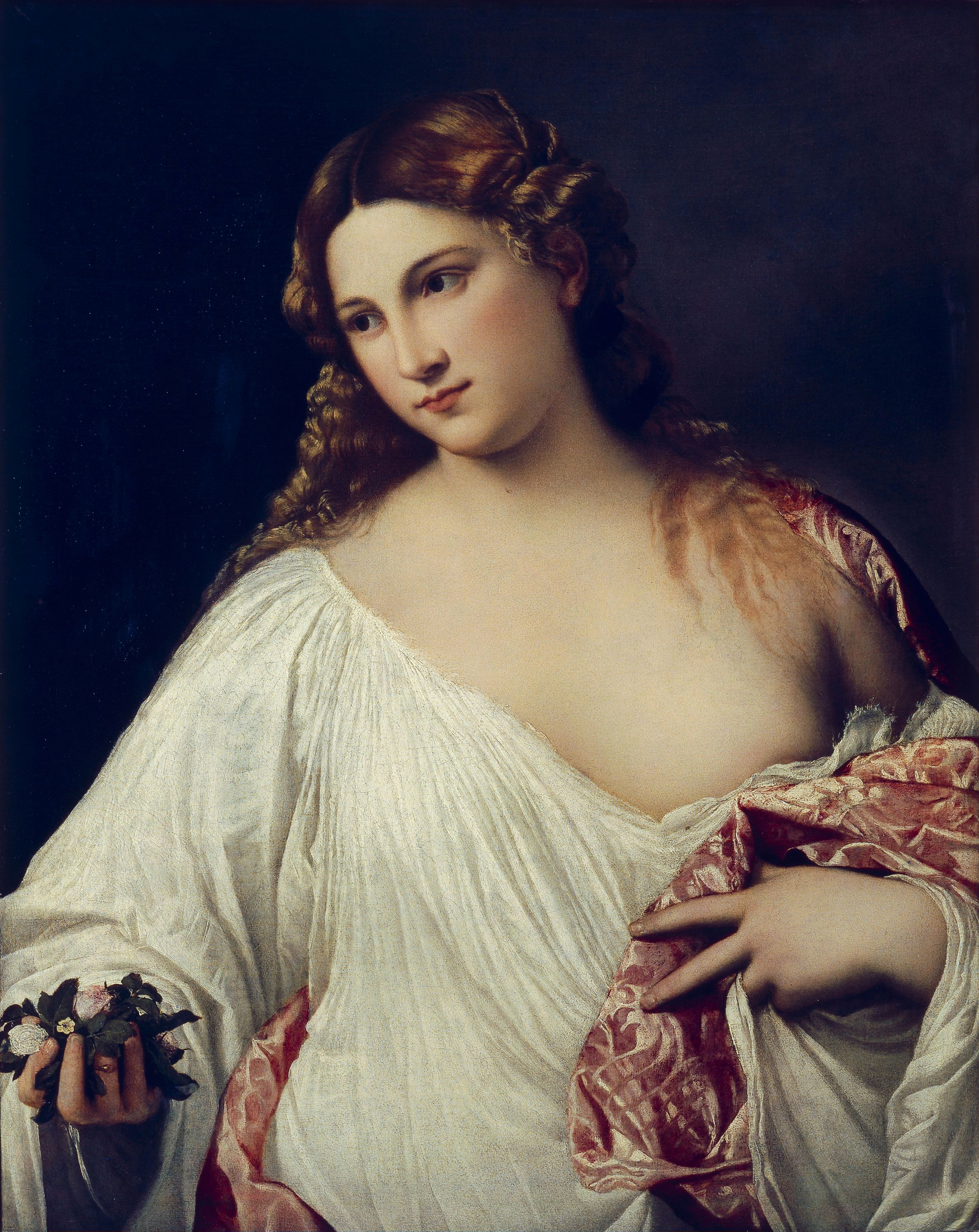
Flora, ca. 1515, Uffizi, Florence
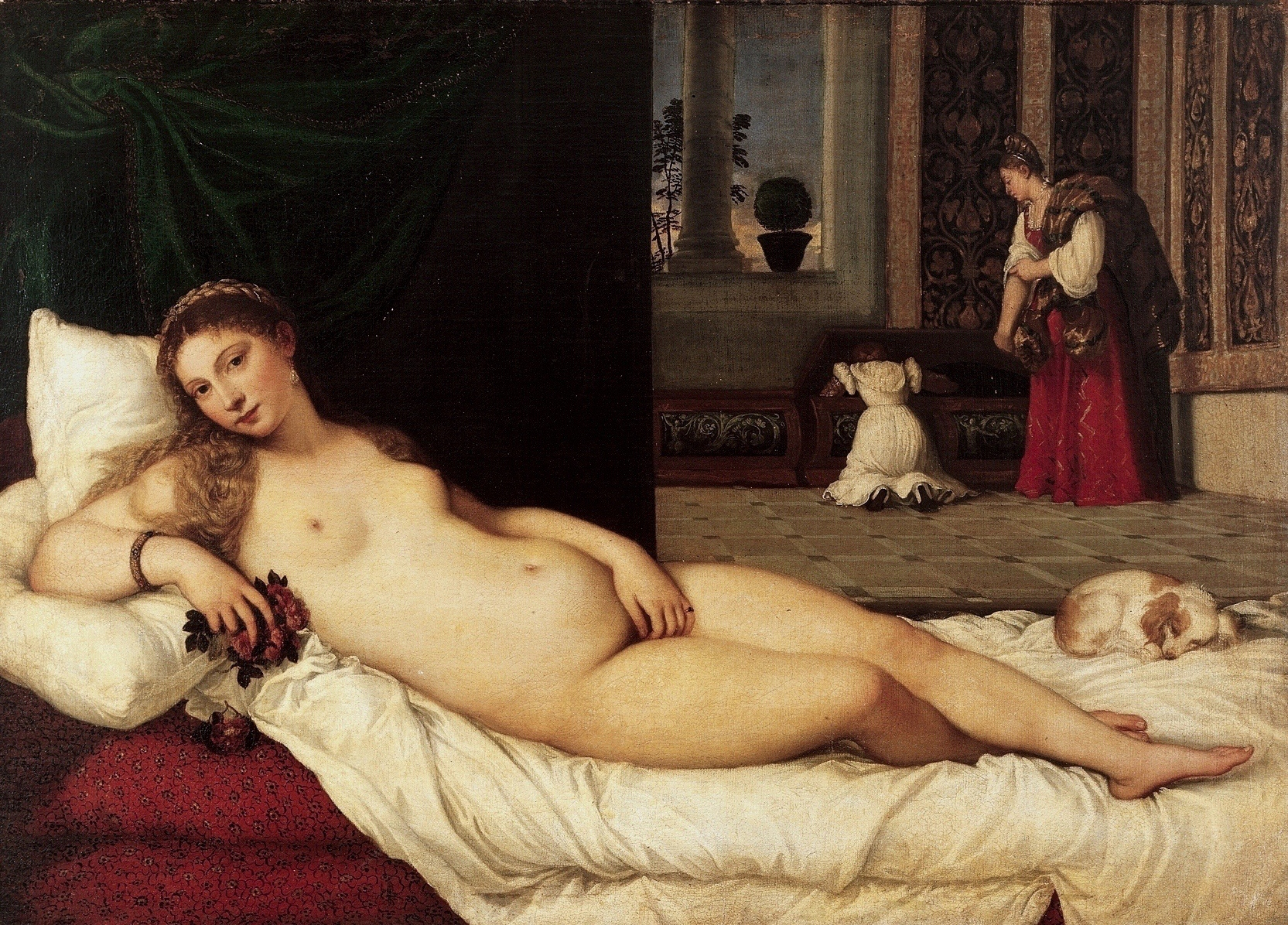
Venus van Urbino, Uffizi, Florence
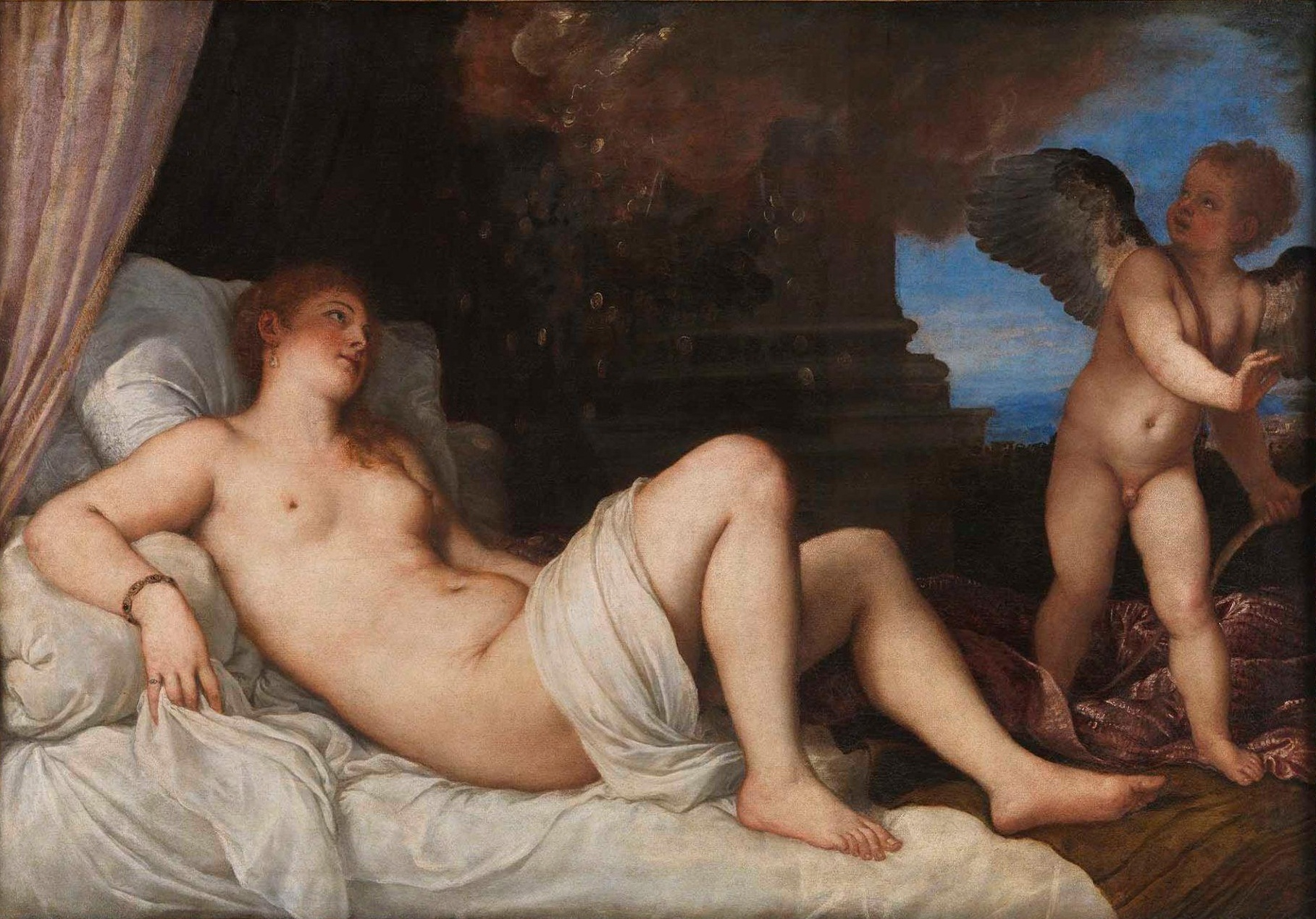
Danaë, Napels

Een bijzondere groep wordt gevormd door de zogeheten poesie, die Titiaan voor Filips II schilderde. Deze 'visuele gedichten' bestonden uit een reeks van zes mythologische schilderijen naar de Metamorfosen van Ovidius. Aan het hof was de waardering voor de orthodoxe religieuze schilderijen en de complexe en erotische mythologieën even groot. Al sinds het begin van de 16e eeuw werden Venetiaanse schilderijen met mythologie als onderwerp als poesie beschreven en Titiaan zag hen in dat verband, zoals uit zijn brief uit september 1554 aan Filips blijkt. Het idee van gelijkwaardigheid tussen dicht- en schilderkunst was gebaseerd op Horatius' ut pictura poesis. Het erotische, vrouwelijke naakt speelt de hoofdrol in Titiaans poesie; mannelijke figuren als Adonis, Perseus en Actaeon waren gekleed. 
Na de serie werkte Titiaan verder aan De dood van Actaeon (ca. 1559-1576) en Het villen van Marsyas (ca. 1570-1576), die nog in zijn atelier stonden, toen hij in 1576 overleed. Ze gaan over 'wraak, foltering en fysiek ondraaglijk lijden'.

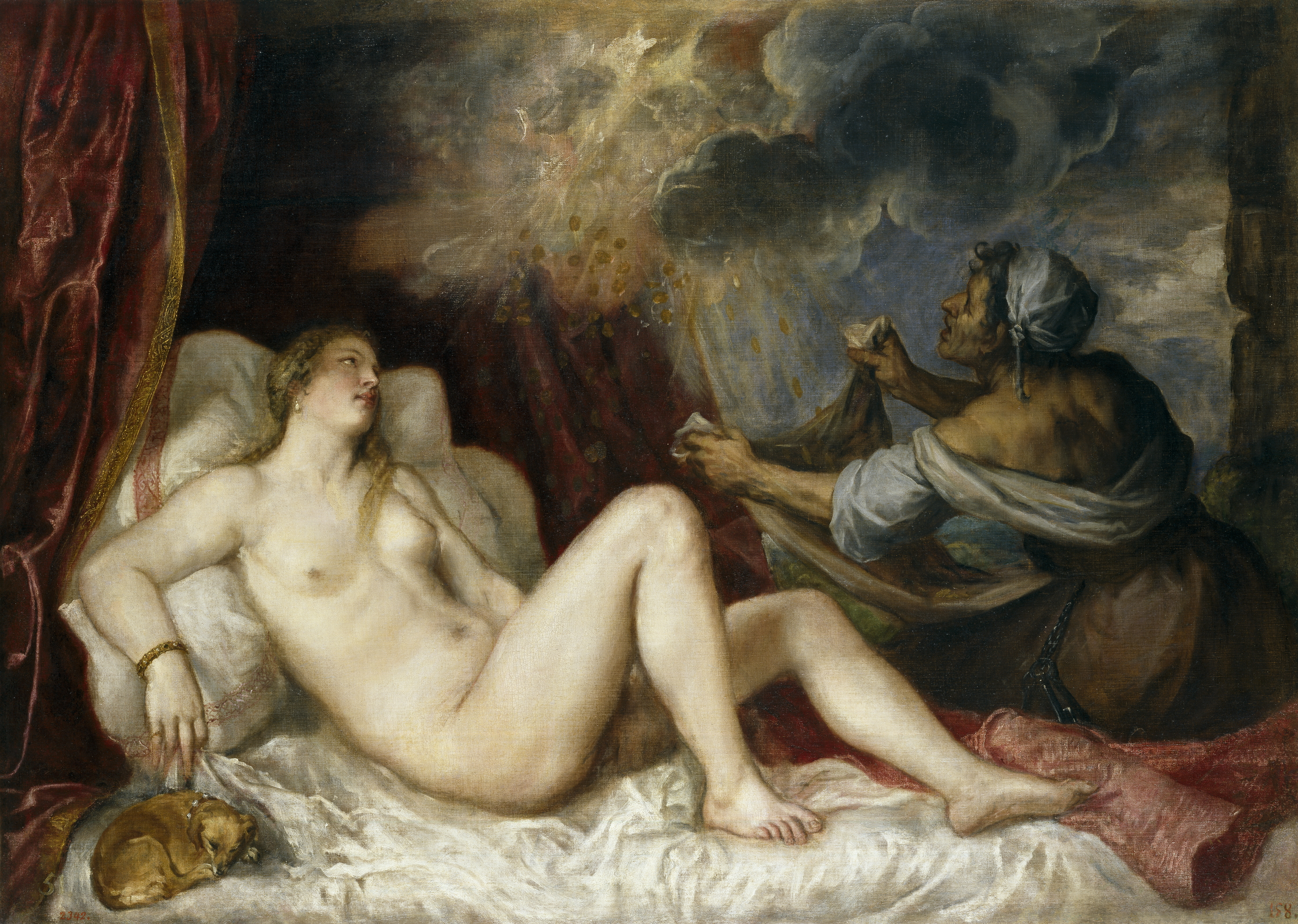
Danaë, Prado, Madrid
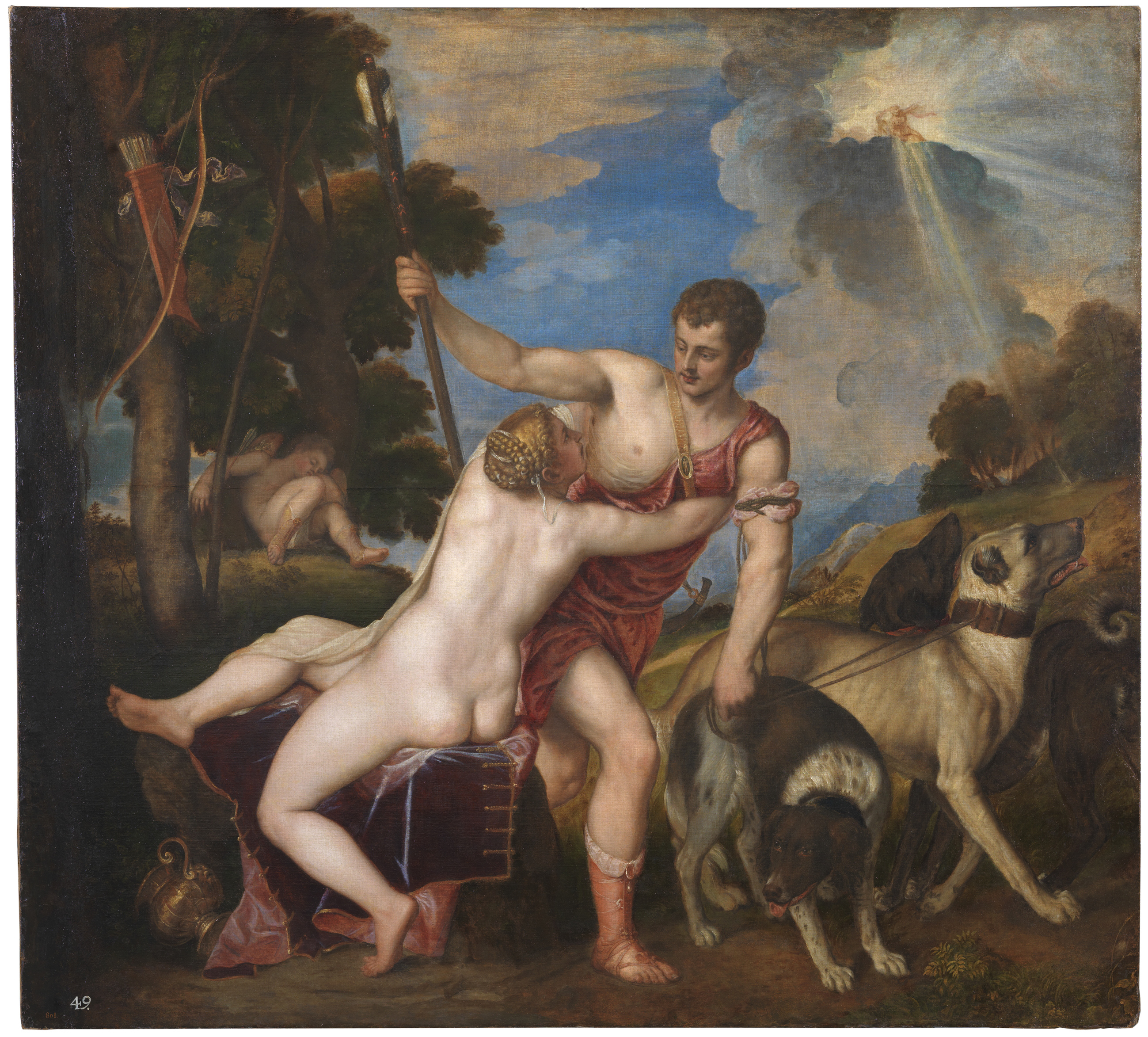
Venus en Adonis, 1553–1554, Prado, Madrid
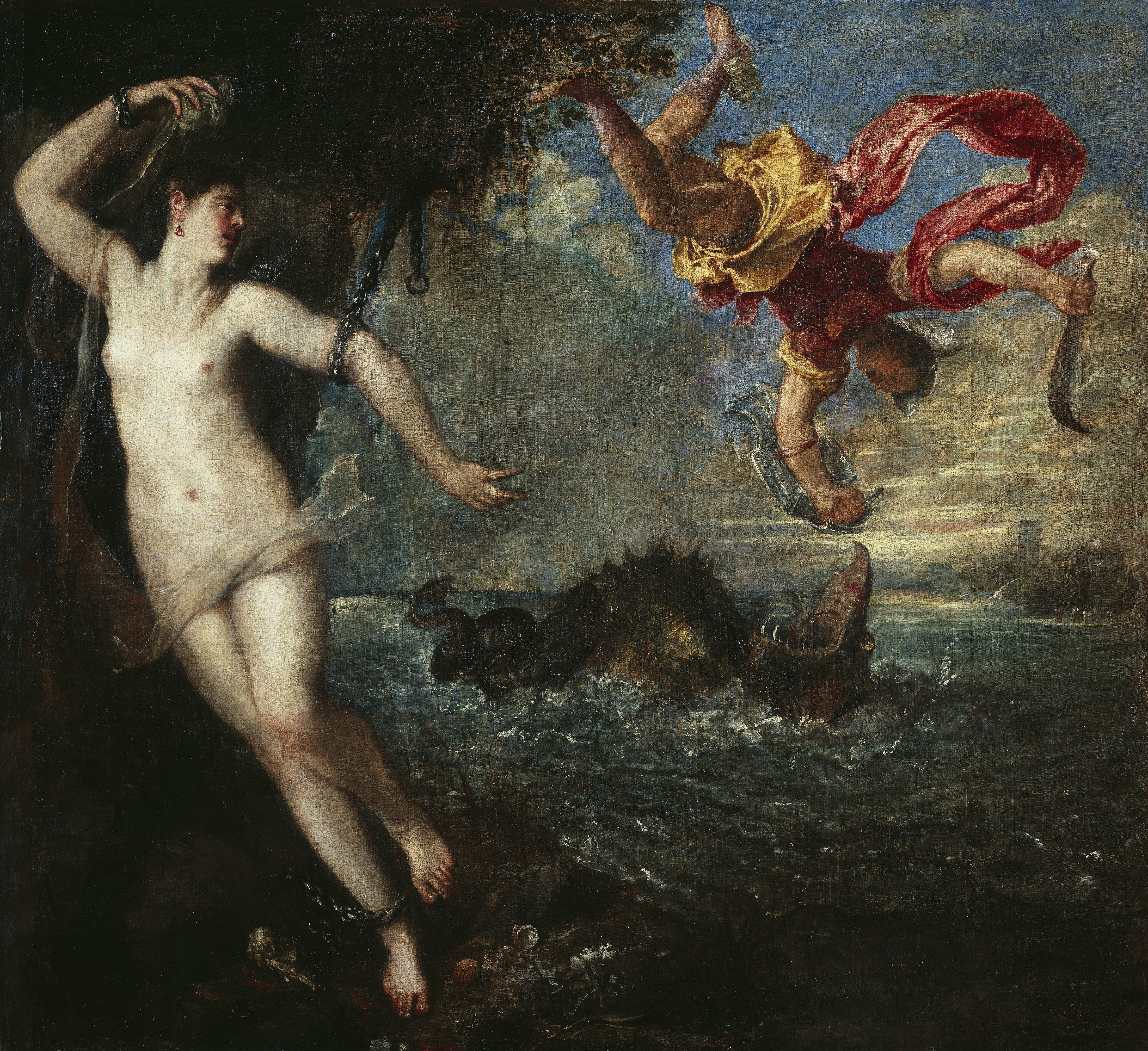
Perseus en Andromeda, 1554–1556, Wallace Collection, Londen
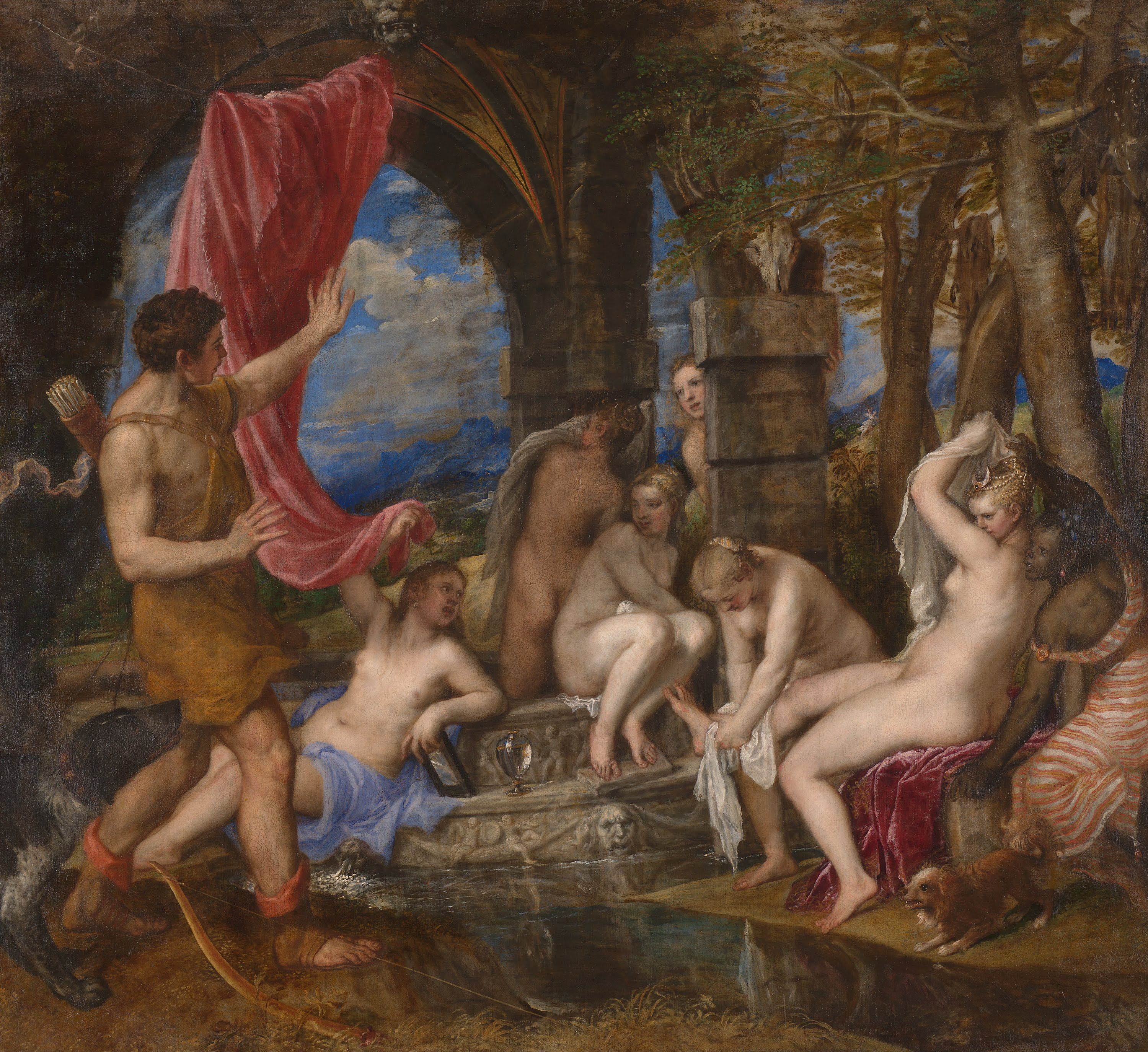
Diana en Actaeon, 1556–1559, Scottish National Gallery, Edinburgh & National Gallery, Londen
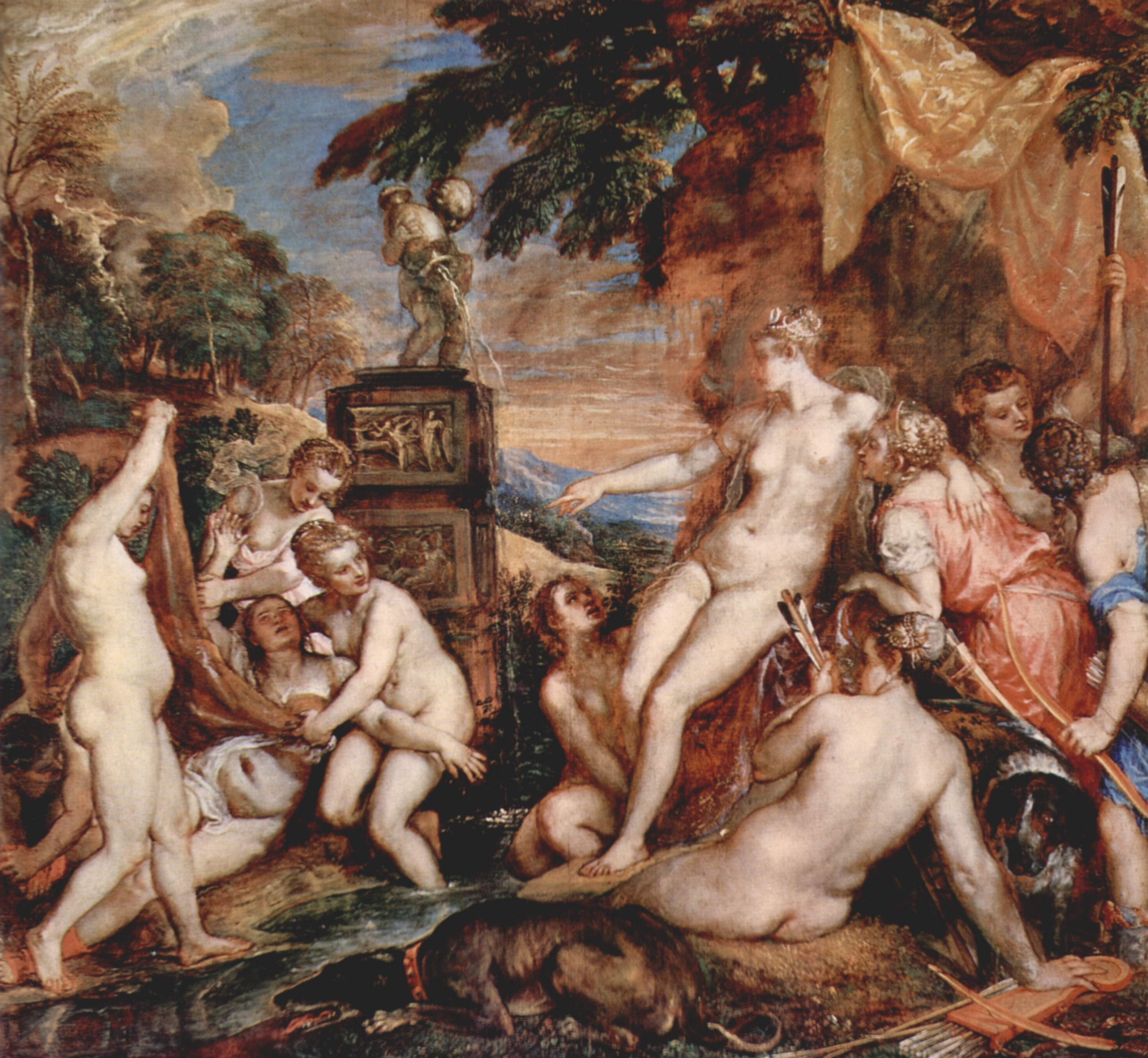
Diana en Callisto, 1556–1559, Edinburgh & Londen
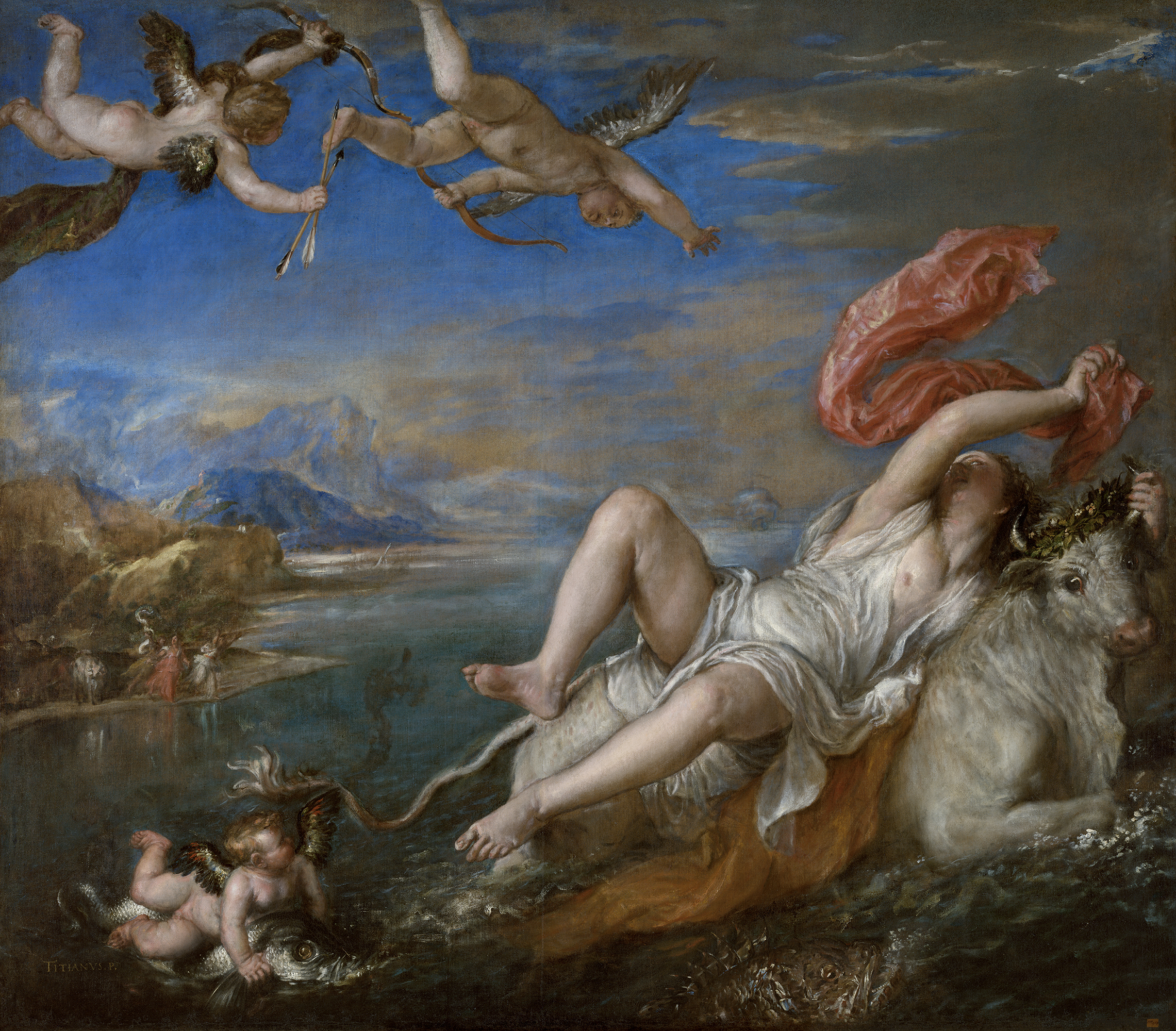
De ontvoering van Europa, 1559–1562, Isabella Stewart Gardner Museum, Boston, Massachusetts
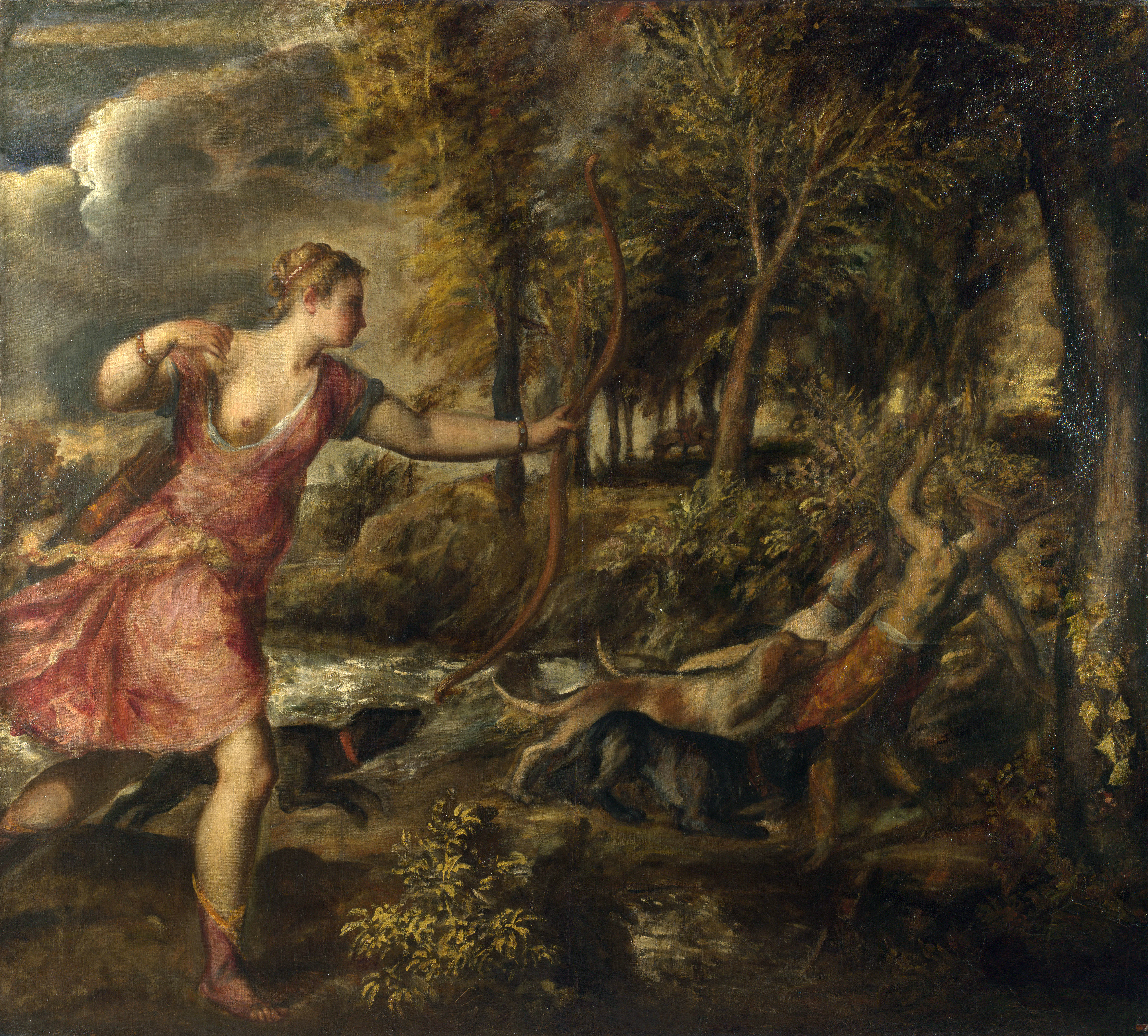
De dood van Actaeon, ca. 1559–1576, Londen

### Primaire literatuur
- Dolce, Ludovico (1557): Dialogo della pittura di M. Lodovico Dolce, intito L'Aretino, Venetië
- Vasari, Giorgio (1568): Le vite de' più eccellenti pittori, scultori e architettori (tweede editie), Florence
- Lomazzo, G.P. (1584): Trattato dell'arte della pittura, scoltura et architettura, Milaan
- Mander, Karel van (1604): Het leven van Tiziano Vccello, van Cadoor, Schilder, in: Het Schilder-Boeck, Haarlem; te lezen op DBNL(KB)
- Ridolfi, Carlo (1648): Le maraviglie dell'arte, Venetië

### Secundaire literatuur
- Biadene, Susanna (red.) (1990): Titian: Prince of Painters, München: Prestel (eerder verschenen in het Italiaans bij Marsilio Editori, Venetië)
- Hale, Sheila (2012): Titian. His Life and the Golden Age of Venice, Londen: HarperCollins
- Nichols, Tom (1999): Tintoretto: Tradition and Identity, Londen: Reaktion Books
- Nichols, Tom (2013): Titian and the End of the Venetian Renaissance, Londen: Reaktion Books
- Nichols, Tom (2020): Giorgione's Ambiguity, Londen: Reaktion Books
- Panofsky, Erwin (1955): "Titian's Allegory of Prudence: A Postscript", in: Meaning in the Visual Arts, New York: Doubleday (heruitgave uit 1970 door Penguin Books / Peregrine Books)
- Panofsky, Erwin (1969): Problems in Titian: mostly iconographic, Londen: Phaidon
- Puppi, Lionello; Serena Baccaglini (2016): Titian Vanitas: The Poet of the Image and the Shade of Beauty, Milaan: Silvano Editoriale
- Tempestini, Anchise (1999): Giovanni Bellini, New York: Abbeville Press – Engelse vertaling uit het Italiaans
- Wivel, Matthias (red.) (2020): Titian: Love, Desire, Death, Londen: National Gallery Company

- Auckland Art Gallery Toi o Tāmaki: 2002
- Art Gallery of South Australia: 12890
- Biblioteca Nacional de España: XX848989
- Bibliothèque nationale de France: cb11940043z (data)
- Catàleg d'autoritats de noms i títols de Catalunya: 981058528008106706
- CiNii: DA01814426
- Stuttgart Database of Scientific Illustrators 1450–1950: 2191
- Gemeinsame Normdatei: 118622994
- International Standard Name Identifier: 0000 0001 0787 9191
- KulturNav: 44d8a621-b96f-4d9e-8e5b-75c75480f317
- Library of Congress Control Number: n79074519
- MusicBrainz: 3dcdd2cd-12b3-4670-8e6a-63830791849d
- Bibliotheek van het Japanse parlement: 00458841
- National Gallery of Victoria: 3309
- Nationale Bibliotheek van Tsjechië: jn20010525038
- Nationale bibliotheek van Australië: 36049955
- Nationale Bibliotheek van Israël: 987007294196605171
- Nationale Bibliotheek van Polen: a0000001179802
- Nederlandse Thesaurus van Auteursnamen: 068686897
- RKD-Nederlands Instituut voor Kunstgeschiedenis: 77655
- Istituto Centrale per il Catalogo Unico: CFIV004619
- LIBRIS: 97122
- SNAC: w6d21w9d
- Système universitaire de documentation: 027336530
- Museum of New Zealand Te Papa Tongarewa: 32135
- Trove: 1202169
- Union List of Artist Names: 500031075
- Virtual International Authority File: 109266837